# Geschichte Bad Grönenbachs

Wappen von Bad Grönenbach

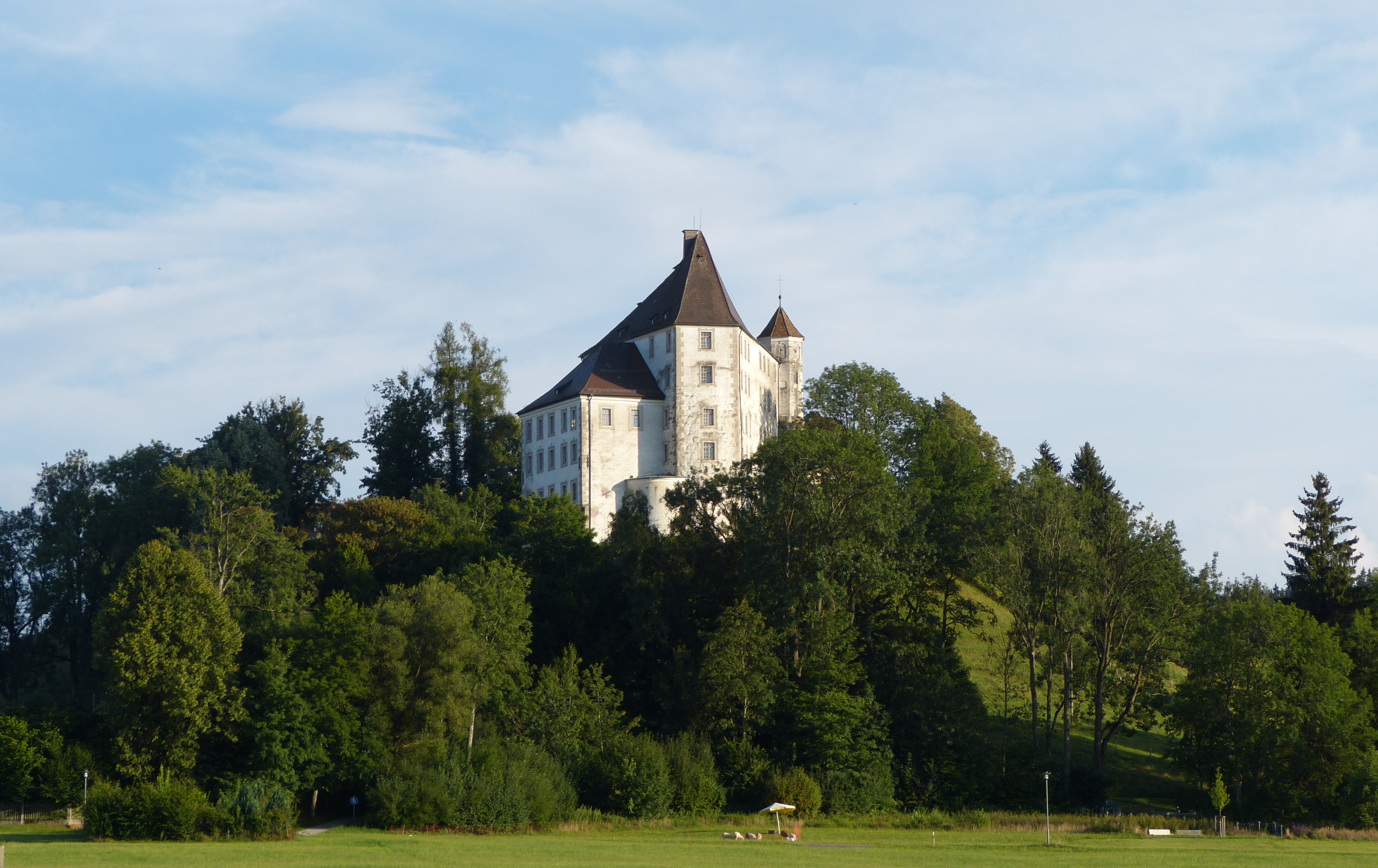
Hohes Schloss zu Bad Grönenbach

Die Geschichte Bad Grönenbachs beginnt nach entsprechenden Funden in der Bronzezeit und lässt sich über die römische Provinz Raetia, durch das Mittelalter mit der Herrschaft verschiedener Adelsgeschlechter (lokaler Ortsadel, Rothenstein, Pappenheim, Fugger) bis in die Neuzeit verfolgen, als Grönenbach vom Fürststift Kempten durch die Säkularisation an Bayern fiel. Die erste urkundliche Erwähnung des Ortes erfolgte im Jahr 1099. Im 16. Jahrhundert war Grönenbach Schauplatz religiöser Auseinandersetzungen im Zuge der Reformation und beherbergt seitdem eine der ältesten reformierten Gemeinden Deutschlands. Grönenbach wurde 1954 als Kneippkurort und 1996 als Kneippheilbad anerkannt, seitdem nennt sich der Ort Bad Grönenbach. Heute liegt der Ort im Regierungsbezirk Schwaben in Bayern.

## Ur- und Frühgeschichte

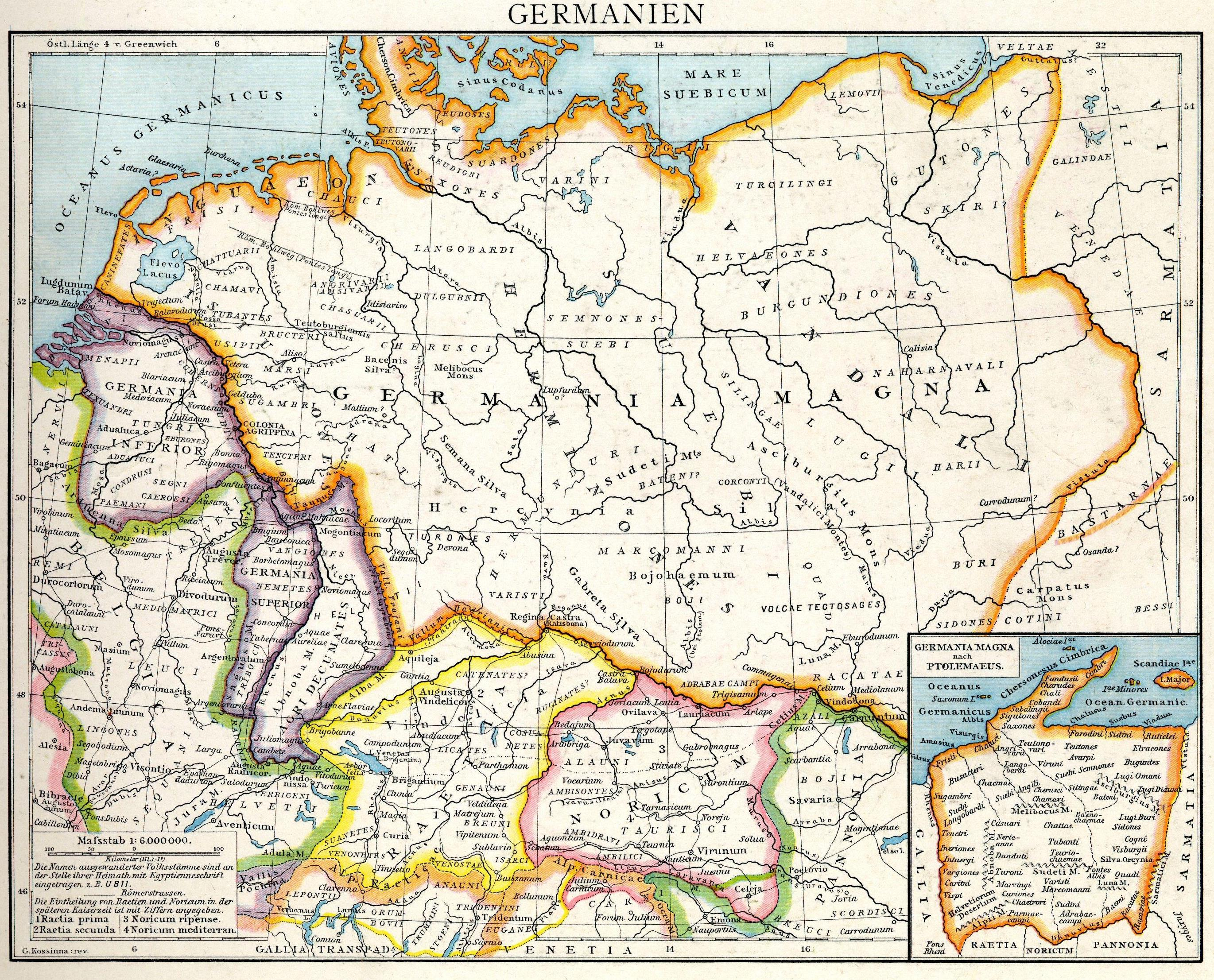
Raetia (gelb) auf einer historischen Karte aus Gustav Droysens Historischem Handatlas (1886)

Die Expansion des Frankenreichs von 481 bis 814

Aus dem näheren Umfeld der Gemeinde Bad Grönenbach sind mehrere Bodendenkmäler aus dem Mesolithikum und des Neolithikums bekannt. Konkrete Funde aus dem zu Bad Grönenbach gehörenden Dorf Ittelsburg stammen aus der Bronzezeit. Der sogenannte Ittelsburger Fund – ein Schatzfund – unter anderem bestehend aus sieben Lappenbeilen, einem Meißel, einer Dolchklinge sowie mehreren Stücken Rohmaterial und Golddraht, stammt aus der Zeit zwischen 1800 und 1200 v. Chr. Weitere Bodendenkmäler gibt es aus der Hallstatt- und der Latènezeit, darunter die Fliehburg in Ittelsburg. Im Jahr 15 v. Chr. eroberten die Römer unter Drusus und Tiberius in ihren Feldzügen die spätere römische Provinz Raetia und besiegten den dort ansässigen keltischen Stamm der Vindeliker, deren Zweigstamm, die Estionen, im Gebiet um Kempten siedelte. Östlich von Bad Grönenbach verlief die römische Verbindungsstraße von Cambodunum (Kempten) nach Caelius Mons (Kellmünz). Davon zeugen die Bodendenkmäler der römischen Burgi in der Nähe von Schoren, einem Ortsteil von Dietmannsried, sowie bei Waldegg, einer Einöde Bad Grönenbachs, bis hin zum ehemaligen Burgus in Woringen.
Während der sogenannten Reichskrise des 3. Jahrhunderts sahen sich die Römer in der Provinz Raetia mit Überfällen der Alamannen konfrontiert, so unter anderem in den Jahren 259/260. Im Laufe der späteren Jahrzehnte konnte das Reich seine Herrschaft jedoch wieder stabilisieren. Erst im 5. Jahrhundert wurden nach der Absetzung des letzten weströmischen Herrschers die römischen Truppen durch den italischen König Odoaker endgültig aus Raetia abgezogen. Dies ermöglichte es den Alamannen, das Gebiet vollständig zu besiedeln. Bereits ab dem 6. Jahrhundert kamen die Alamannen und damit das Gebiet Bad Grönenbachs jedoch unter fränkische Hoheit. Für diese Zeit, etwa ab Beginn des 8. Jahrhunderts, darf angenommen werden, dass die sogenannten Edlen von Grönenbach die „Siedlung am grünen Bache“ – wovon sich der spätere Name Grönenbach ableitete – unter ihrer Herrschaft hatten. Die in mancher Literatur genannten Personen „Gottschalk von Grönenbach“ und „Petermann von Ruotenstein“, die 727 in der Schlacht am Feilenforst gefallen sein sollen, sind historisch jedoch nicht belegt.

## Mittelalter

### Früh- und Hochmittelalter

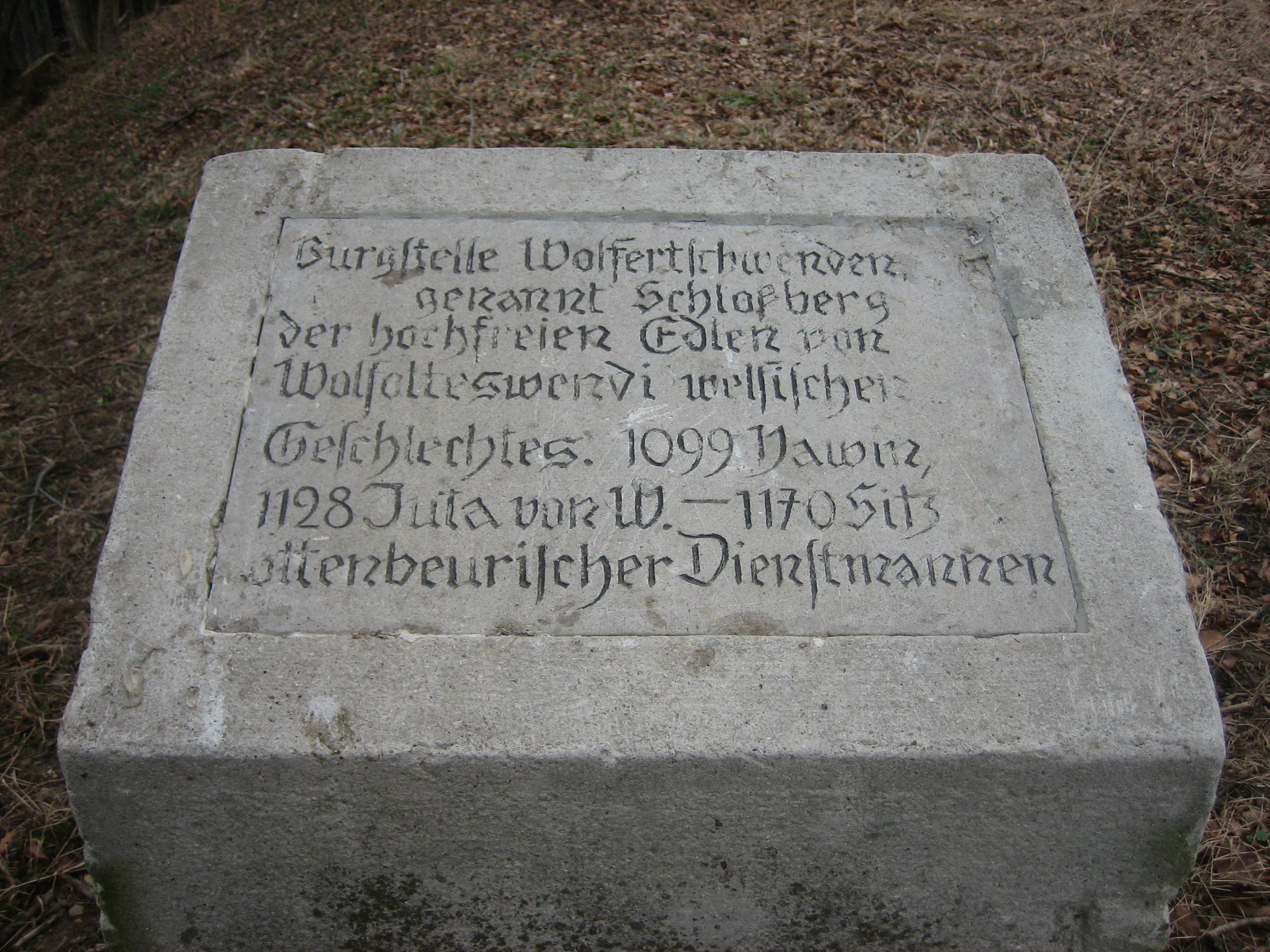
Gedenkstein des Burgstalls Wolfertschwenden

Auch wenn der genannte Edle Gottschalk von Grönenbach wohl eine Erfindung ist, gab es andere Vertreter eines Grönenbacher Ortsadels, die den Welfen angehörten. Seine Mitglieder hatten Besitzungen in Wolfertschwenden, Ittelsburg und Ochsenhausen. Ein Hatto von Beningen, um 973 Mönch im Kloster Ottobeuren, gilt als der älteste Vorfahre dieses lokalen Adels. Die erste urkundliche Erwähnung Grönenbachs war 1099, als die Brüder Hawin, Adelbert und Konrad (Söhne eines Edlen Hatto) dem Kloster St. Blasien ihr Erbe bei Ochsenhausen, Rot und Westerheim schenkten, mit der Maßgabe, ein Priorat in Ochsenhausen einzurichten. Ob dieser Hatto die gleiche Person ist wie der 973 genannte, kann nicht sicher gesagt werden, da der Name Hatto häufig vergeben wurde. Grönenbach wird als Herkunftsort der Brüder urkundlich genannt. Hawin wurde auch im Zusammenhang mit der welfischen Burg in Wolfertschwenden erwähnt. Ein Hatto von Grönenbach bezeugte am 16. Februar 1130 die Bestätigung des Klosters Ursberg. Die drei genannten Brüder sind namentlich in einer Urkunde vom 12. Januar 1152 genannt, mit der Konrad III. dem Kloster St. Blasien die Schenkung bestätigte. 1170 überließen der Laienpriester Berthold von Grönenbach und sein Bruder Ulrich von Grönenbach, Mönch im Kloster St. Georg in Isny, einen Wald bei Adelegg dem Kloster. Mit Adelheid von Grönenbach, einer Nonne im Kloster Ottobeuren, starb nach 1260 der lokale Ortsadel von Grönenbach und Wolfertschwenden aus.
Die Hauptburg dieses welfischen Adelsgeschlechts befand sich auf dem Schloßberg in Wolfertschwenden. Von ihr ist außer Gräben nichts mehr erhalten. Weitere Nebenburgen existierten bei Bossarts und in der Nähe von Ittelsburg. Beide Burgen sind nur noch Burgställe; es sind der Burgstall Felsenberg und der Burgstall Neuittelsburg. Die Burg in Grönenbach befand sich zu dieser Zeit nicht am Ort des später errichteten und noch bestehenden Hohen Schlosses, sondern mit der 1136 eingeweihten Kirche St. Philipp und Jakob auf dem Kirchberg. Die welfische Burg wurde vermutlich 1129 zerstört und durfte nicht an gleicher Stelle wiedererrichtet werden. Mit dem Eintritt mehrerer Familienmitglieder in Klöster und dem Aussterben des Grönenbacher Adels kam das Kloster Kempten in den Besitz des Gebietes von Grönenbach. In der Folge vergab das Kloster Kempten Grönenbach bis zum Jahr 1695 ununterbrochen als Mannlehen.

### Spätmittelalter

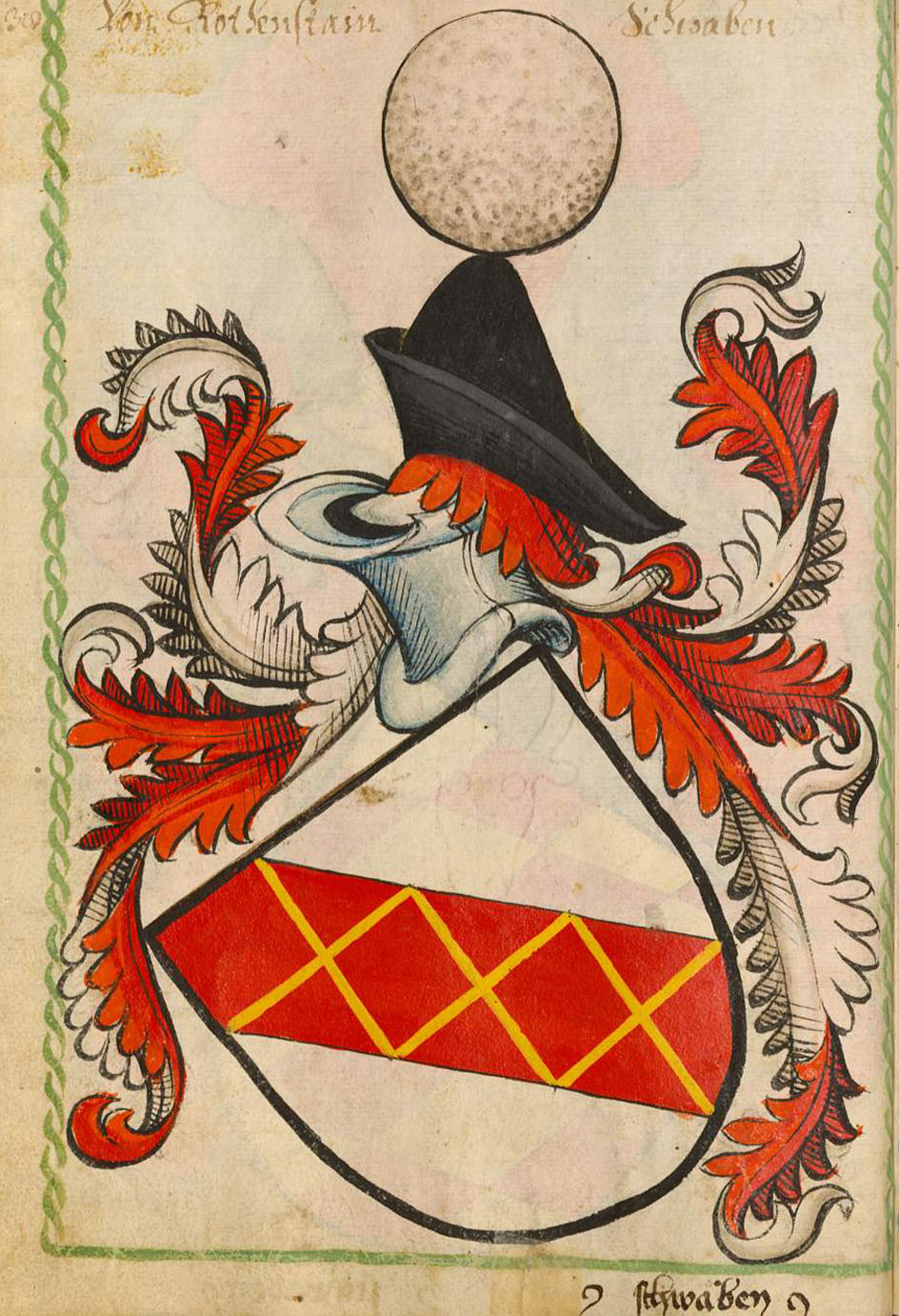
Wappen der Rothensteiner nach dem Scheiblerschen Wappenbuch, älterer Teil (1450–1480)

Das Kloster Kempten vergab das Lehen zu Grönenbach an das Adelsgeschlecht der Rothensteiner, deren Stammburg rund 2 km südwestlich von Grönenbach liegt. Sie werden mit Konrad ab 1293 als Inhaber der Herrschaften Woringen und Grönenbach genannt. Nach Konrad splittete sich das Adelsgeschlecht der Rothensteiner in mehrere Linien auf. Für Grönenbach entscheidend ist die Linie Ludwigs „des Alten“ von Rothenstein. Dieser kam 1330 in den Besitz von Grönenbach und überschrieb 1339 seiner Frau Elise von Schwarzenburg verschiedene kemptische Lehensgüter. Als Ludwig der Alte starb, wurden seine Besitzungen unter seinen Söhnen aufgeteilt. Bei dieser Erbteilung ging die Herrschaft Grönenbach an seinen Sohn Ludwig den Jüngeren über. Dieser veräußerte 1357 den Kirchensatz von Grönenbach als Lehen an seinen Oheim Heinrich. Dieser erweiterte seine Besitzungen in Grönenbach durch Zukäufe aus dem Besitz von Hans Dodel. Um die Mitte des 14. Jahrhunderts fiel die Herrschaft Grönenbach als Erbe an Hans Rizner von Memhölz und später an Hans den Syrgen von Syrgenstein. Im Jahr 1384 erwarben die Brüder Ulrich und Konrad von Rothenstein, Neffen Ludwigs des Jüngeren, Schloss und Herrschaft Grönenbach von Hans dem Syrgen zurück. Konrad war zweimal verheiratet. Aus erster Ehe mit Ursula von Hattenberg ging die Tochter Korona (oder Corona) hervor. Ursula von Hattenberg brachte weitere Besitzungen in die Ehe ein, darunter die Burg Kalden bei Altusried. Als Erbin setzte Ursula ihre Tochter Korona ein. In zweiter Ehe war Konrad mit Hildegard von Freundsberg (Frundsberg) verheiratet, aus der die Söhne Ludwig und Thomas hervorgingen.

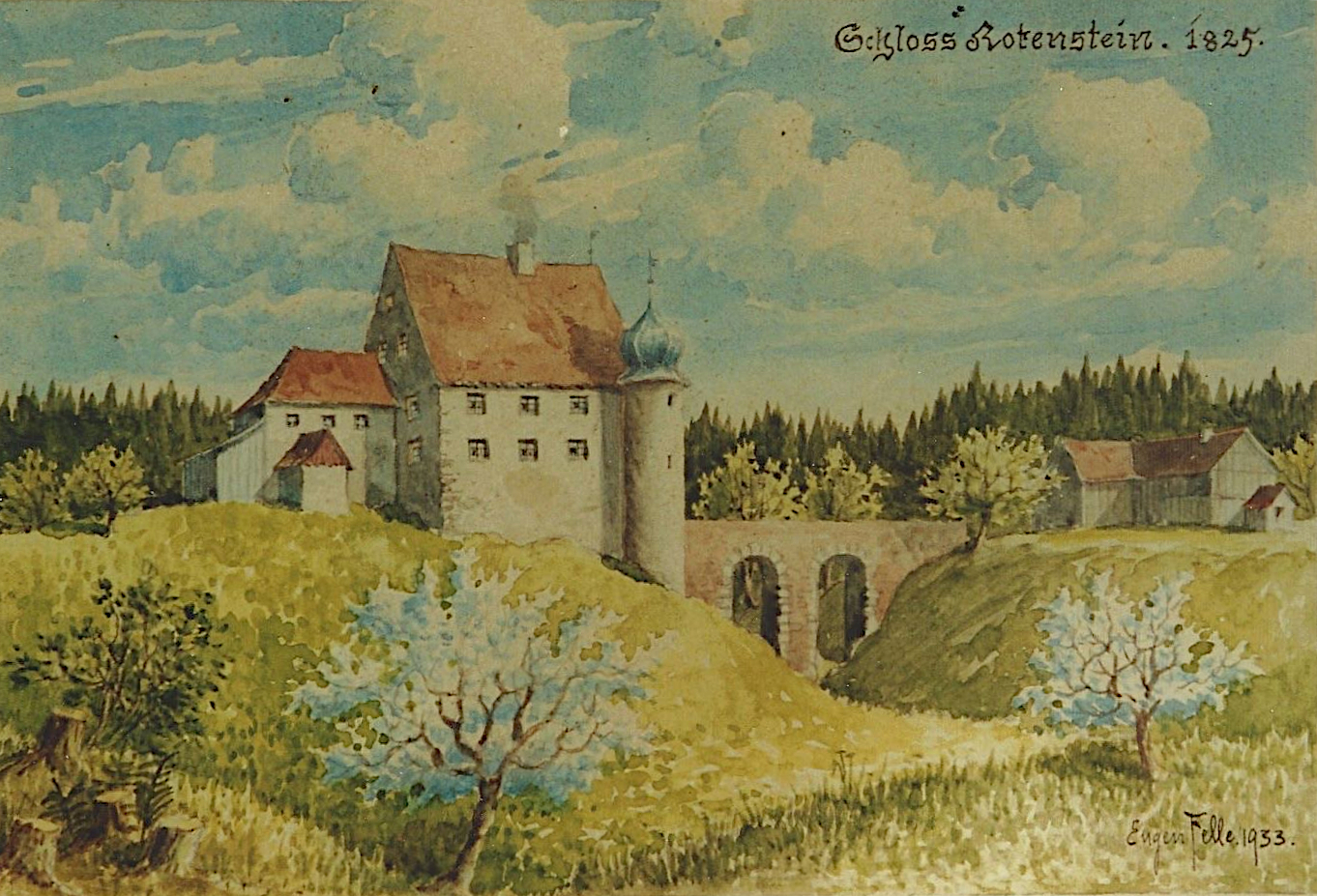
Burg Rothenstein vor dem Einsturz 1873
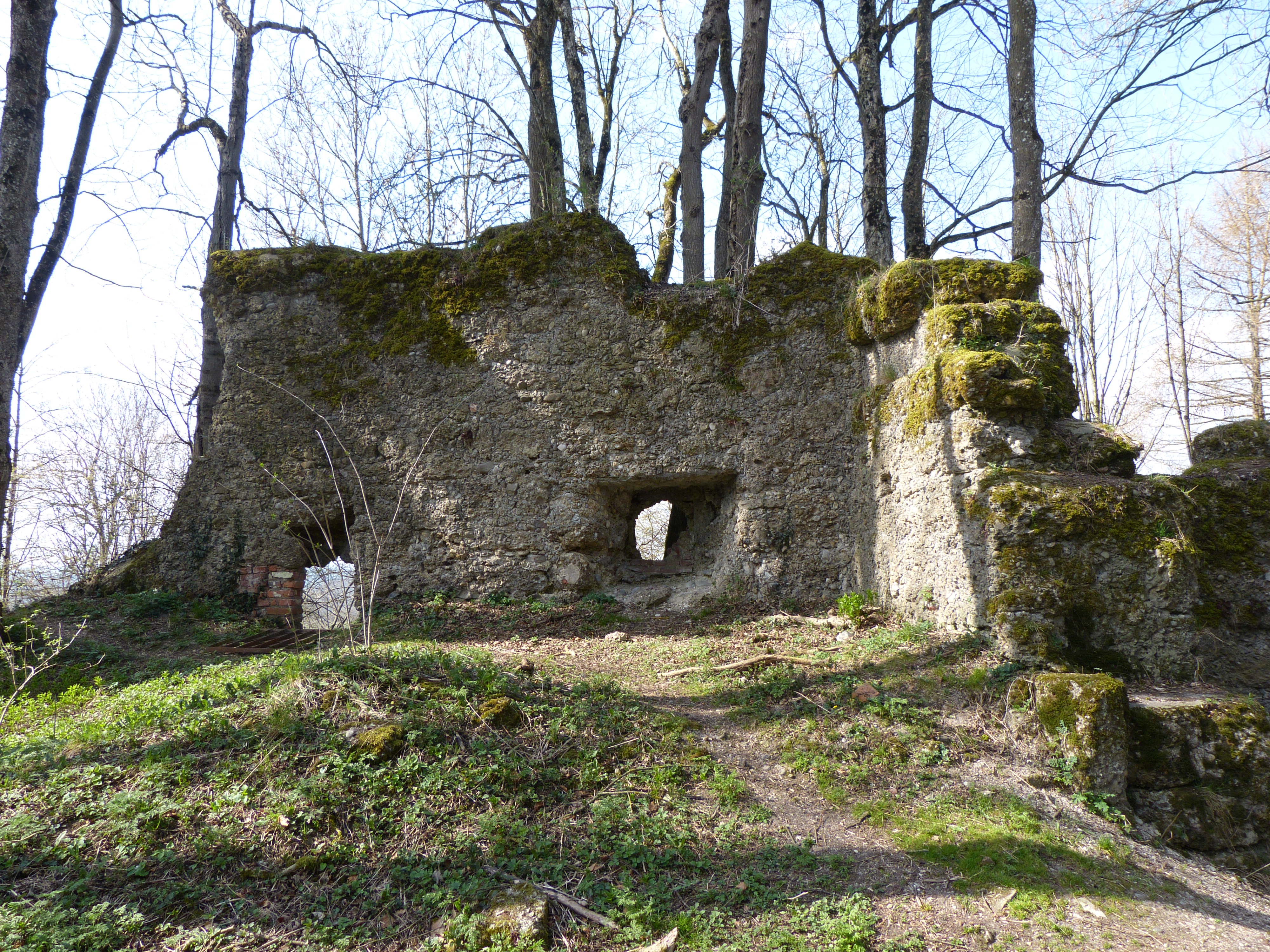
Ruinen der Burg Rothenstein, 2016

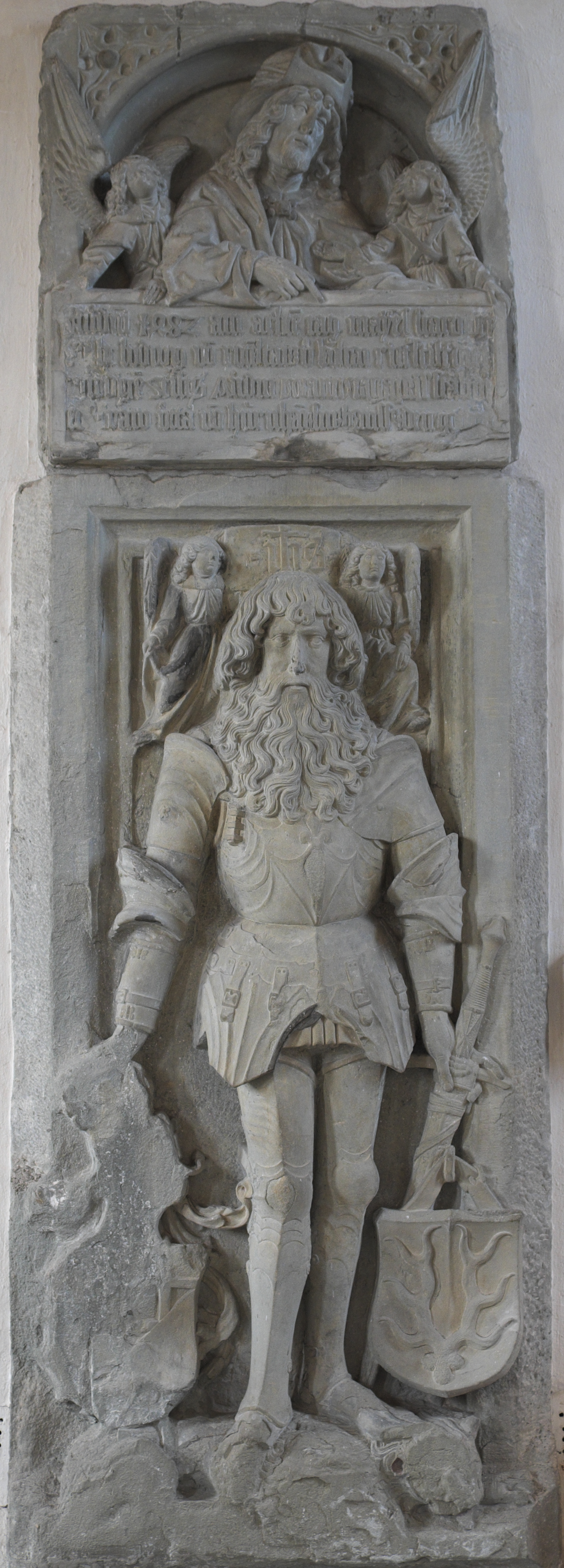
Epitaph von Ludwig von Rothenstein († 1482)

In die Anfangszeit der Rothensteiner Herrschaft über Grönenbach fiel der Bau des Hohen Schlosses. Der Baubeginn wird auf das 12. Jahrhundert datiert, in der großteils noch bestehenden Form wurde es vermutlich in der Mitte des 14. Jahrhunderts errichtet. Als Kirchherr von Grönenbach ist ab 1377 ein weiterer Bruder, Christoph von Rothenstein, überliefert. Er war vermutlich bis zu seinem Tod um 1405 Pfarrer in Grönenbach. In einer Urkunde von 1405 regelten die Brüder Konrad und Ulrich sowie Haupt II. von Pappenheim, mit dem Korona vermählt war, die Stiftung des Groß- und Kleinzehnten in der Pfarrei Grönenbach an den jeweiligen Pfarrer, der dafür einen Kaplan anstellen musste. Als Konrad verstarb, entwickelten sich Streitigkeiten zwischen den Brüdern Ludwig und Thomas von Rothenstein auf der einen Seite und ihrer Halbschwester Korona sowie deren Gemahl Haupt II. von Pappenheim auf der anderen Seite über das Erbe. Im Jahr 1409 einigten sich die Parteien auf eine Erbteilung. So erhielten Ludwig und Thomas Grönenbach und Rotenstein mit beiden Festungen und alle Güter, die Konrad rechts der Iller besessen hatte. Eine weitere Erbteilung unter den drei Geschwistern ergab sich nach dem Tod ihres Onkels Ulrich. Dabei erhielt Korona eine Hälfte des Dorfes Woringen und die beiden Brüder bekamen die andere Hälfte. Da Ludwig und Thomas zu dieser Zeit noch minderjährig waren, wurden sie von einem Vormund vertreten. Dieser veräußerte ihre Hälfte von Woringen 1412 an Korona. Im Jahr 1440 verfügten die Brüder Ludwig und Thomas eine Teilung ihres Besitzes. Ludwig von Rothenstein erwarb 1446 die Herrschaft Theinselberg mit der Hochgerichtsbarkeit, welche für Grönenbach, Kalden und Rothenstein dem Fürststift Kempten zugestanden hatte. Da Thomas bei seinem Tod (zwischen 1471 und 1473) kinderlos war, vermachte er alle seine Besitzungen seinem Bruder Ludwig. Ludwig selbst konnte im Laufe der Zeit seine Besitzungen ebenfalls ausweiten, er erlangte Rechte und Lehen in Zell (1460), Herbisried (1477) und Minderbetzigau (1478). Er war seit 1473 Besitzer der Herrschaft und der Burg Leonstein in Kärnten. Vermählt war Ludwig von Rothenstein mit Jutta von Hürnheim. Da aus dieser Ehe keine Nachkommen hervorgingen, errichteten Ludwig und Jutta verschiedene Stiftungen, darunter 1471 eine Ewige Messe in Grönenbach und 1479 das Heilig-Geist-Spital zur Aufnahme armer Leute und zur Verpflegung von Pilgern. 1479 wurde die Pfarrkirche St. Philipp und Jakob zu einem Kollegiatstift für zwölf Laienpriester erhoben. Wenige Jahre nach Errichtung der Stiftungen starb Ludwig von Rothenstein am 8. Mai 1482 auf seiner Burg Leonstein in Kärnten. Sein Leichnam wurde nach Grönenbach überführt und dort auf seine vorherige Weisung ohne Helm und Schild bestattet. Da Ludwig kinderlos verstarb und sich mit seinen rothensteinischen Verwandten nicht gut verstand, hatte er seinen Besitz und seine Lehen in den Orten Theinselberg, Grönenbach, Rothenstein und Kalden seinem Neffen Heinrich XI. von Pappenheim, dem Sohn seiner Schwester Korona, vermacht. Dieser starb noch im gleichen Jahr und vererbte ihn seinen Söhnen. Damit ging die Herrschaft Grönenbach an die Pappenheimer über. Das Epitaph Ludwigs befindet sich in der Stiftskirche St. Philipp und Jakob in Bad Grönenbach und wird Niklas Türing zugeschrieben.

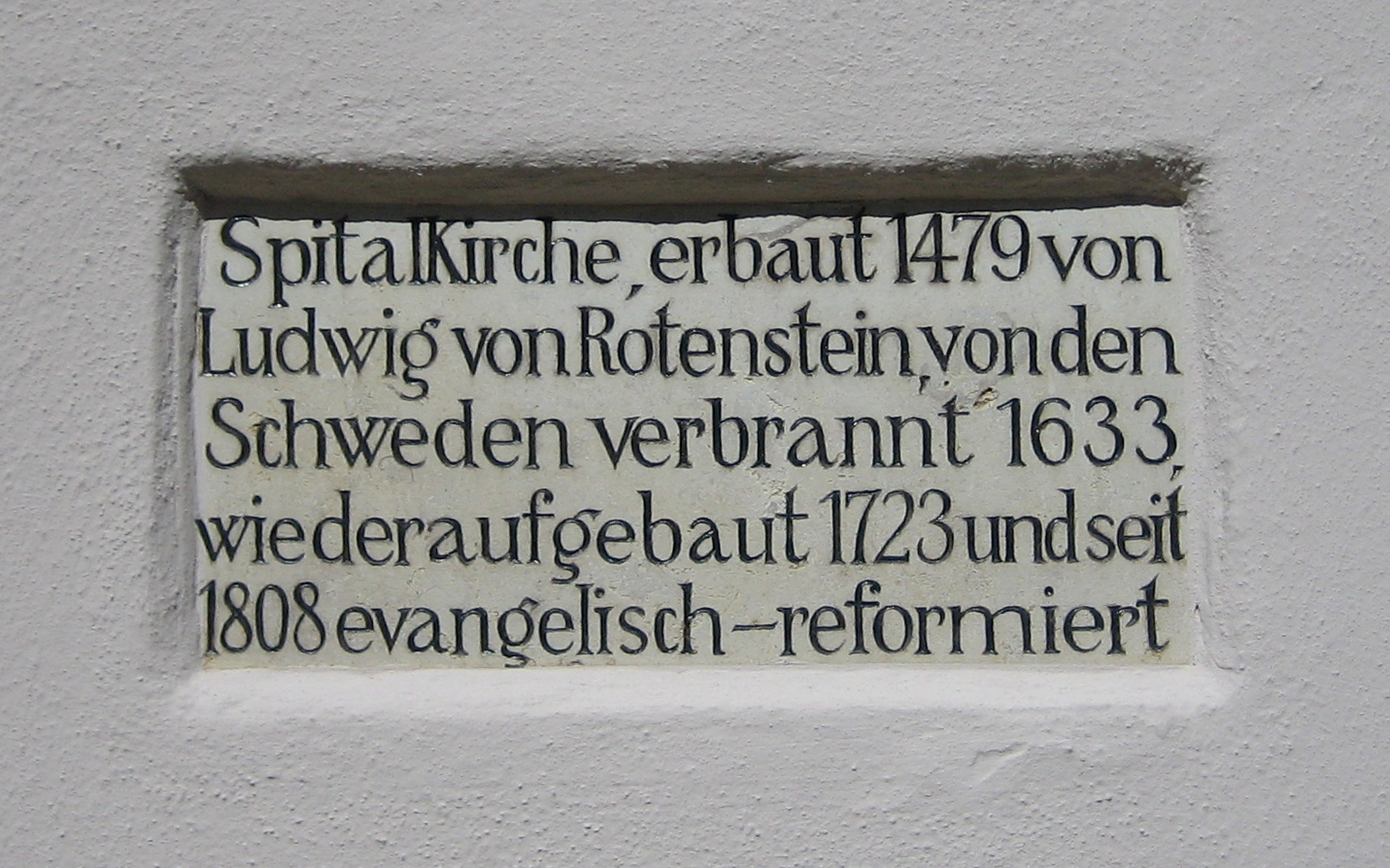
Inschriftentafel an der Spitalkirche
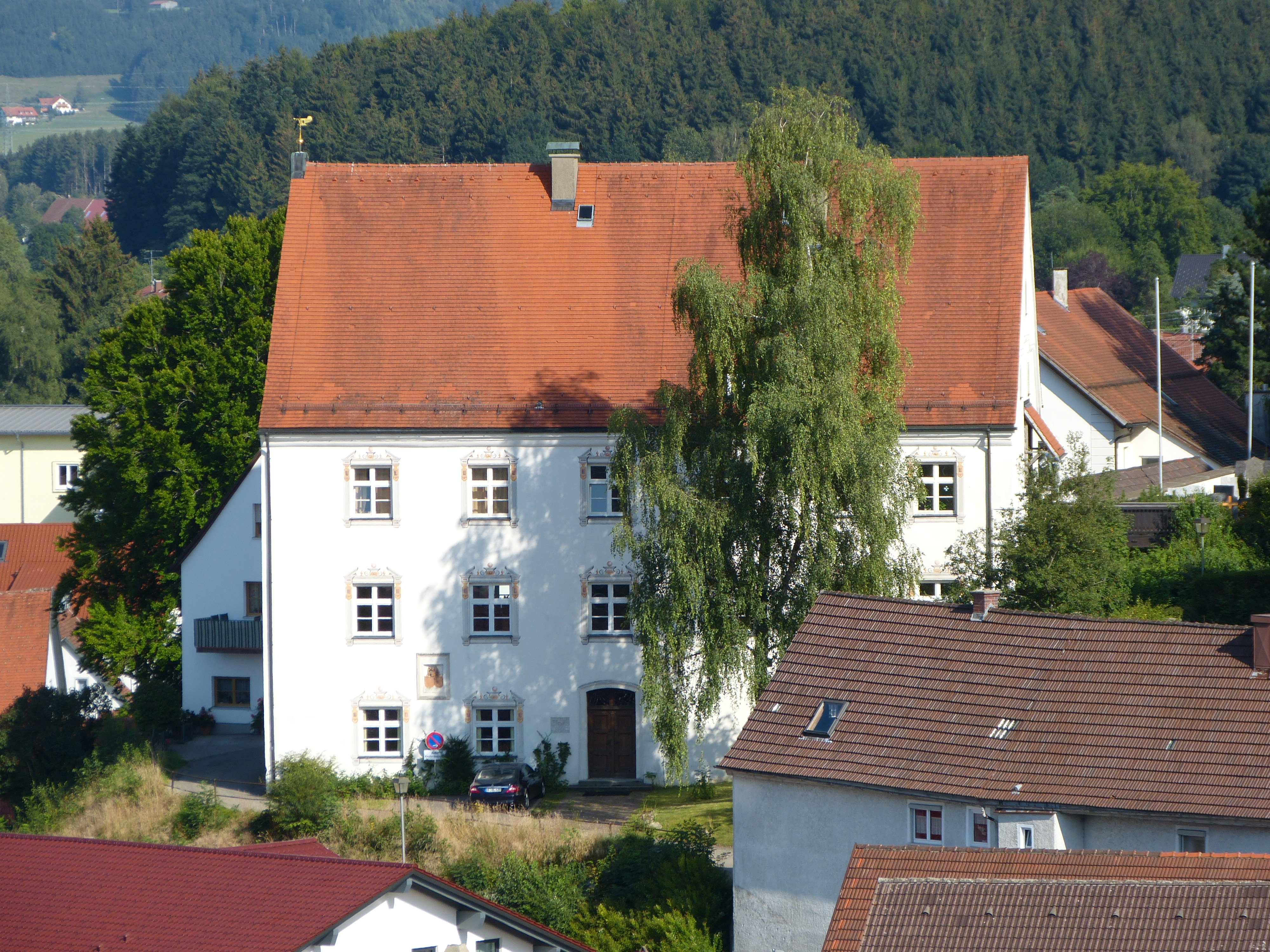
Kollegiatstift, gestiftet von Ludwig von Rothenstein und Jutta von Hürnheim
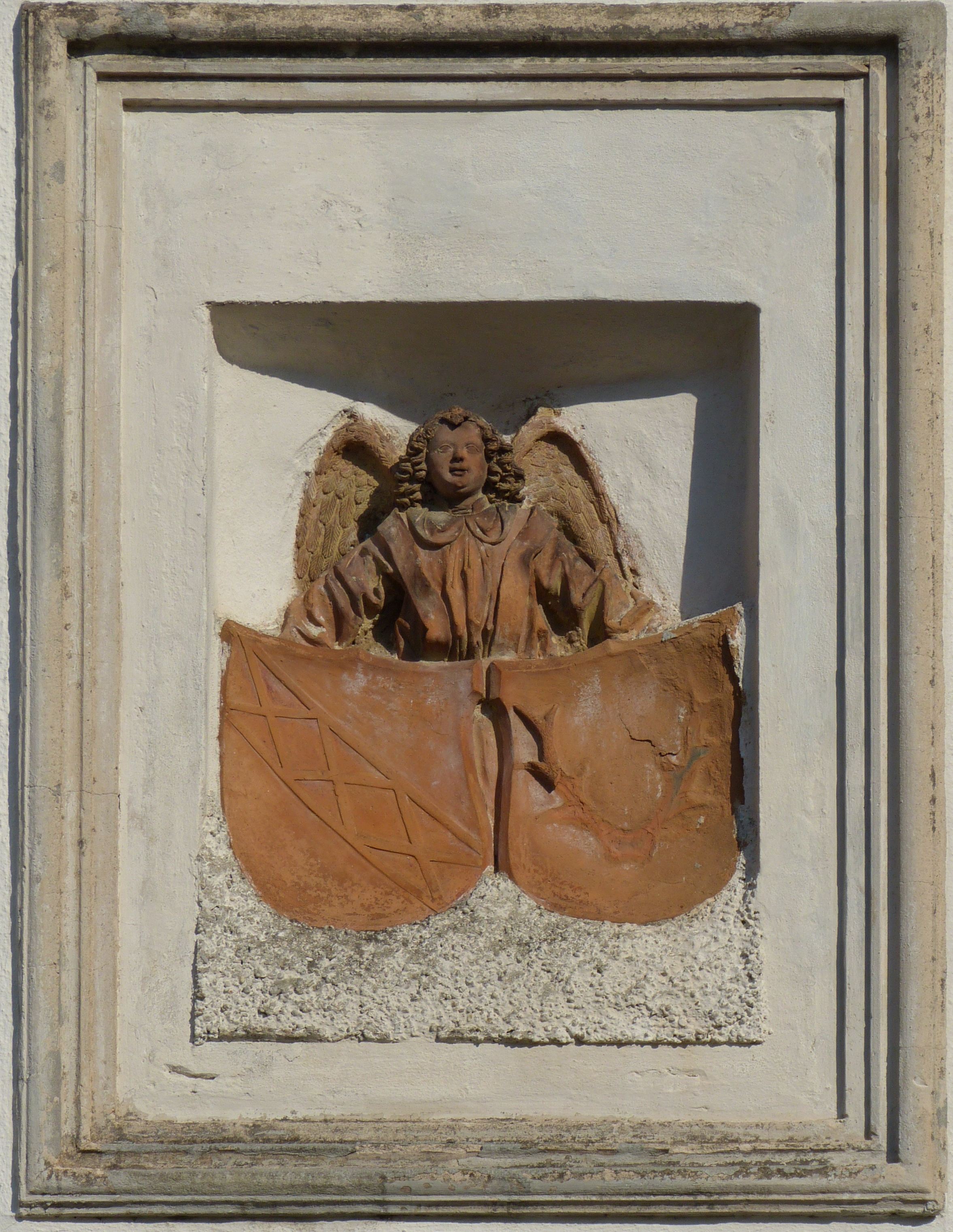
Wappen des Stifterehepaares Ludwig von Rothenstein und Jutta von Hürnheim am Kollegiatstift

## Neuzeit

### Pappenheimer (von 1482 bis 1612)

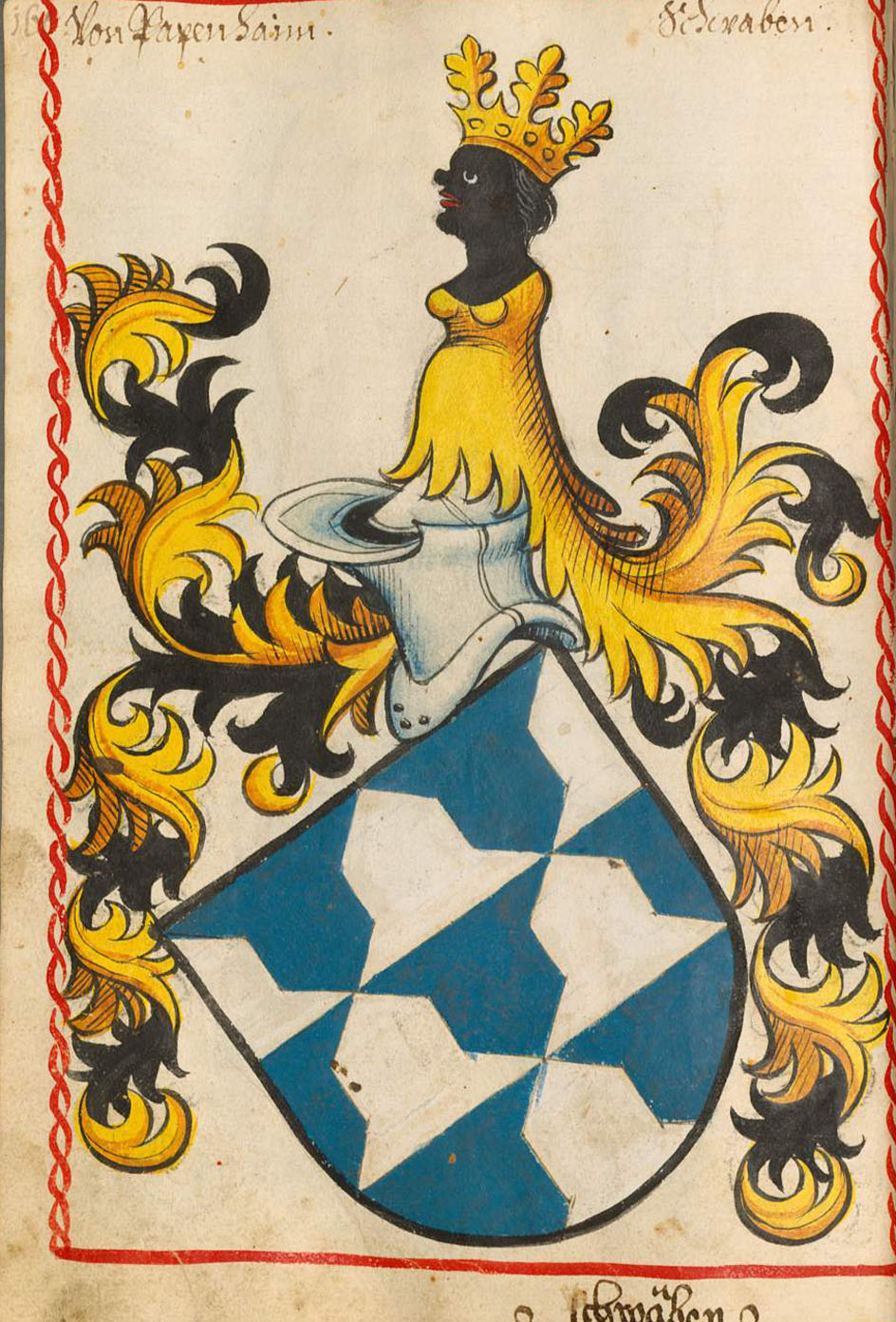
Wappen der Pappenheimer nach dem Scheiblerschen Wappenbuch, älterer Teil (1450–1480)

In früherer Literatur wird der Übergang des Allgäuer Besitzes um Grönenbach von den Rothensteinern auf die Pappenheimer nicht näher ausgeführt und erläutert. Jedoch äußert sich Joseph Sedelmayer in der von ihm veröffentlichten Ortschronik Geschichte des Marktfleckens Grönenbach von 1910 sehr spezifisch. Da die Schwester Ludwigs, Corona von Rothenstein, bei seinem Ableben bereits verstorben war, wurde ihr Sohn Heinrich als Erbe eingesetzt. Dieser verstarb entweder noch im selben Jahr wie Ludwig (1482) oder 1484; die Quellen geben sein Todesjahr nicht eindeutig an. Somit ist unsicher, ob Heinrich seinen Besitz in Grönenbach noch persönlich übernehmen konnte. Nach seinem Ableben einigten sich seine Söhne Wilhelm I. und Alexander I. auf eine Besitzteilung. Dies geschah nach unterschiedlichen Angaben in der Literatur entweder 1484 oder 1494. Damit wurde Wilhelm I. zum Begründer der Linie Pappenheim-Rothenstein und Alexander I. zum Begründer der Linie Pappenheim-Grönenbach, wobei ihre Besitzungen in den Ortschaften nicht fest abgegrenzt werden können; auch die anderen Brüder wurden mit Besitz in Grönenbach bedacht. Da Grönenbach eigentlich ein Mannlehen des Fürststifts Kempten war, hätte es nur in männlicher Deszendenz vererbt werden dürfen. Dagegen gingen nun die noch lebenden rothensteinischen Verwandten Ludwigs, Achar und Arbogast von Rothenstein, vor, was längere Streitigkeiten nach sich zog. Ihnen gelang es, obwohl 20 Soldaten des Schwäbischen Bundes im Hohen Schloss anwesend waren, Alexander im Jahr 1503 und Wilhelm im Jahr 1506 aus Rothenstein zu vertreiben. Nach einem Hilferuf der beiden Pappenheimer marschierte der Schwäbische Bund mit 15 Reitern und 70 Soldaten am 9. Oktober 1508 in Grönenbach ein. Dies war jedoch nicht ausreichend, um die Streitigkeiten zu beenden. Erst die Drohung, weitere 100 Reisige und 2000 Knechte zu entsenden, führte zum Einlenken der Rothensteiner. Mit Urteil der Regierung von Innsbruck wurde den Rothensteinern 1508 ihre Stammburg zugesprochen. Die Burg verblieb jedoch nur bis 1514 in ihrem Besitz und wurde in diesem Jahr wieder an die Pappenheimer zurückverkauft. Heinrich XII. von Pappenheim, ein weiterer Bruder Wilhelms und Alexanders, starb 1511 und teilte seinen Allgäuer Besitz zwischen Alexander und Wilhelm bzw. dessen Nachfahren. In die Zeit von Wilhelm und Alexander von Pappenheim fiel die Verleihung des Marktrechts durch Friedrich III. an Grönenbach. Dieses Ereignis wurde durch den Kunstmaler Ludwig Eberle als Sgraffito am 1936/1937 erbauten Rathaus dargestellt.
Alexander I. wird von Matthäus von Pappenheim in seiner Chronik als „homo agrestis & rudis“ und dem Waffenhandwerk nicht abgeneigt beschrieben und war Teilnehmer bei Turnieren, unter anderem 1484 in Ingolstadt. Der 1511 verstorbene und in Grönenbach bestattete Alexander I. vermachte seinen Besitz seinem Sohn Heinrich Burghard I. Dessen Sohn Alexander II. kam in den Besitz von Grönenbach. Alexanders einziger Sohn Joachim III. verstarb bereits 1599, und Alexander II. setzte seine Tochter Anna als Erbin ein. Diese hätte, da Grönenbach ein Mannlehen war, nicht Erbin sein dürfen. Anna war in erster Ehe mit Philipp von Rechberg vermählt und ab 1611 verwitwet. Ihre zweite Ehe ging sie mit Otto Heinrich Fugger ein und blieb mit ihm bis zu ihrem Tod 1616 verheiratet. Mit dieser Ehe und der Erbregelung Alexanders II. kamen die Fugger in den Besitz von Grönenbach. Die Linie Pappenheim-Grönenbach von Alexander I. ist mit dem Tod Joachims III. und Annas erloschen.

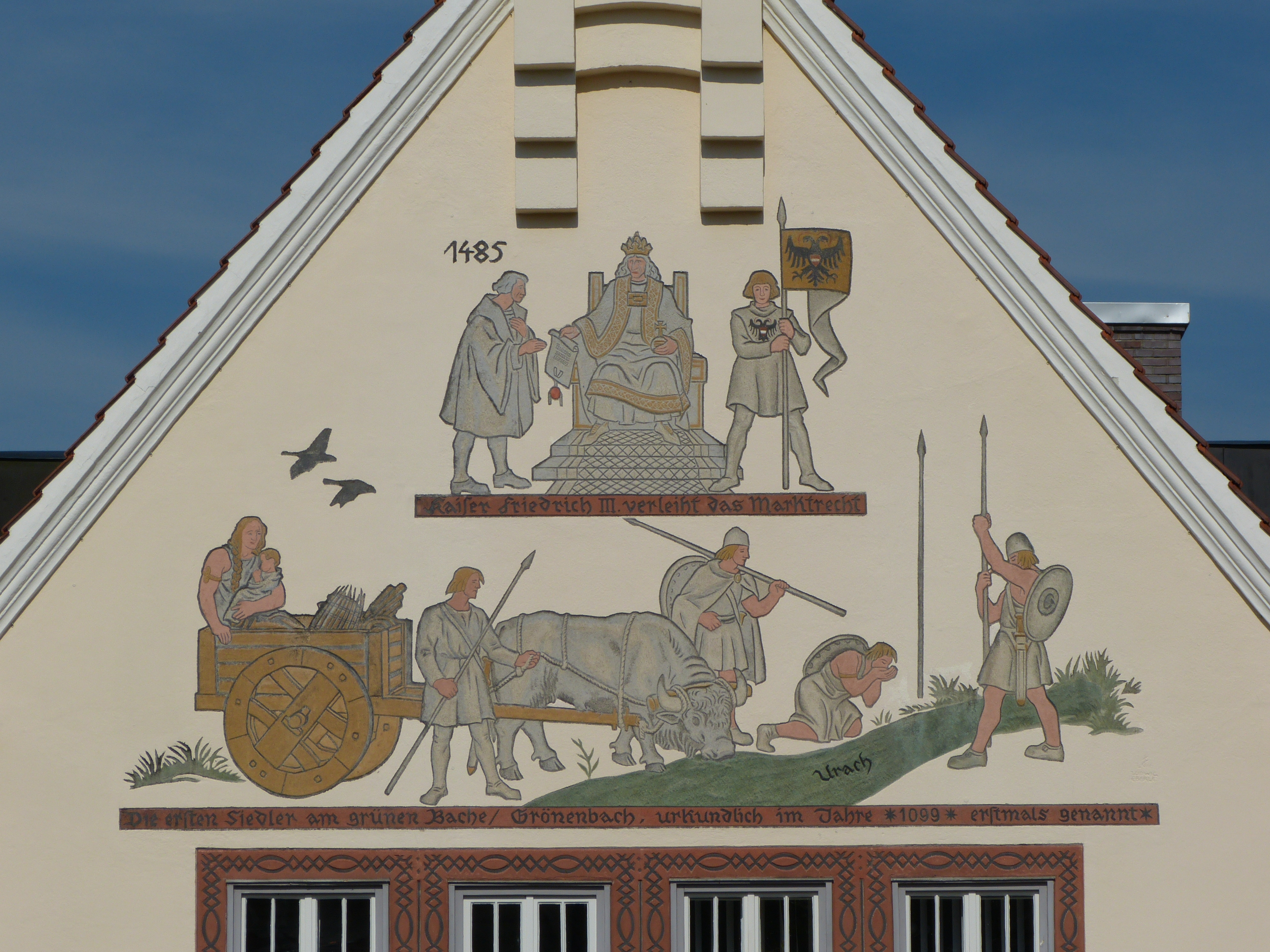
Sgraffito der Marktrechtsverleihung 1485 am Rathaus
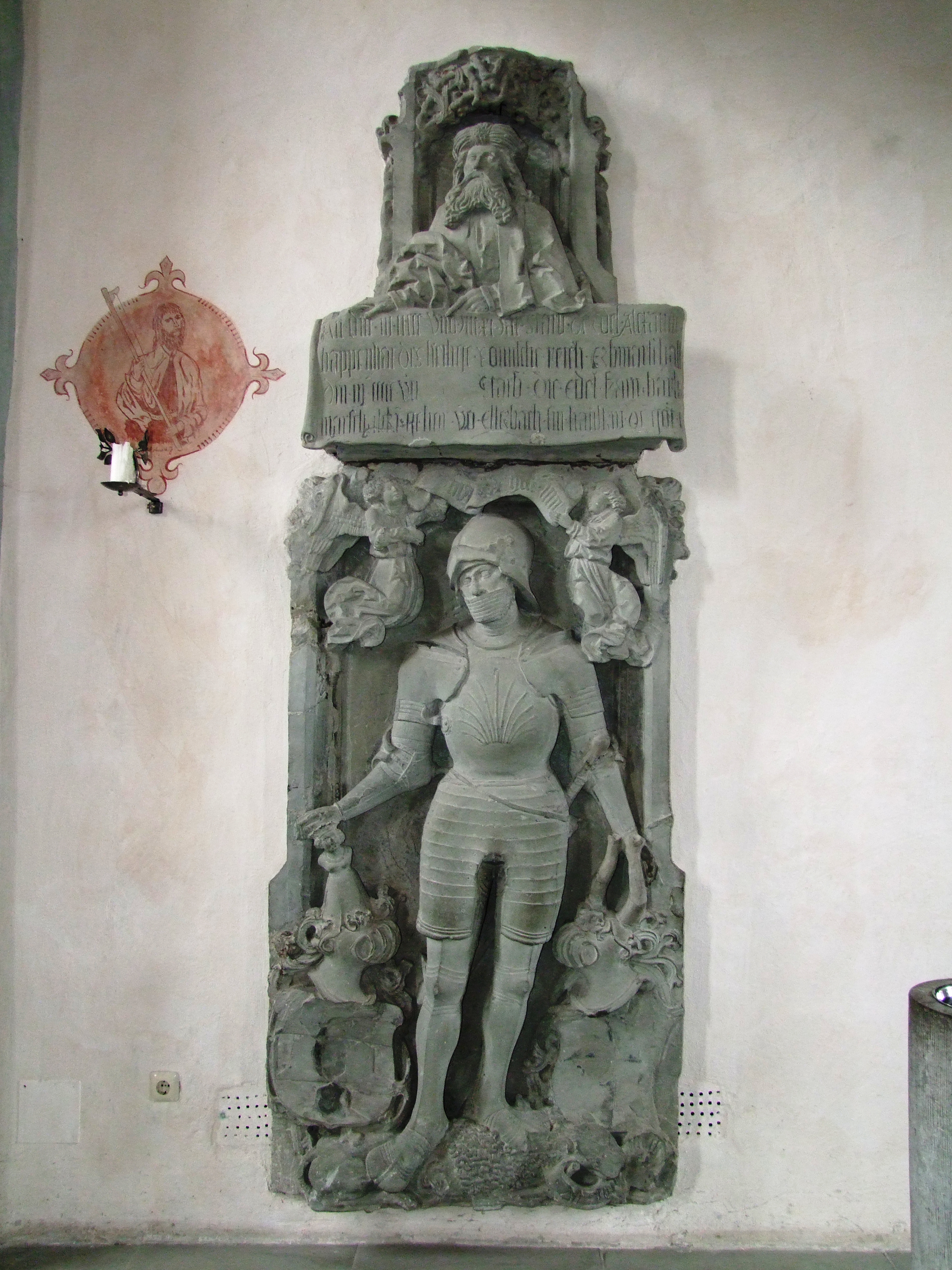
Epitaph Alexanders I. von Pappenheim († 1511)
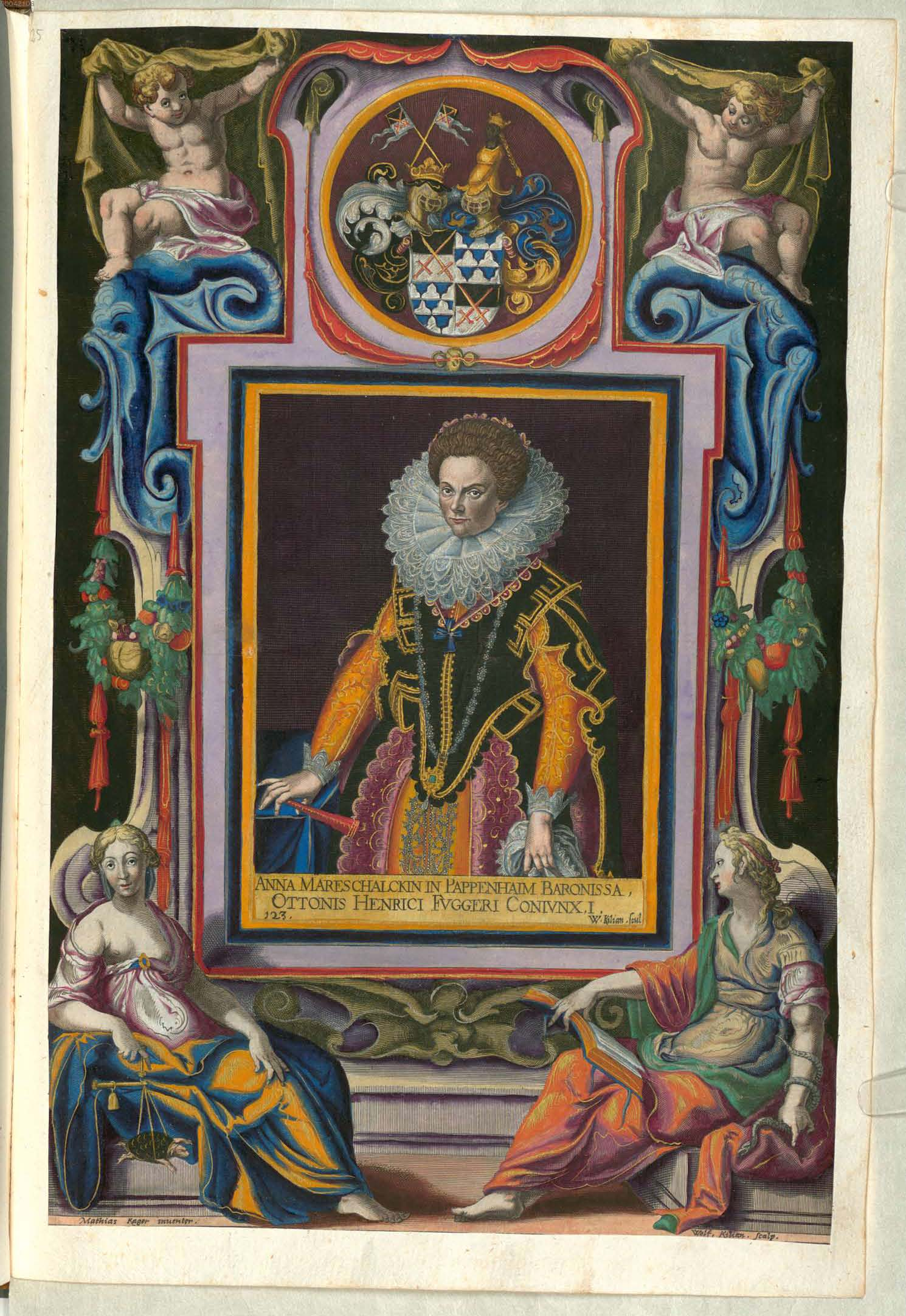
Anna Fugger, geb. von Pappenheim

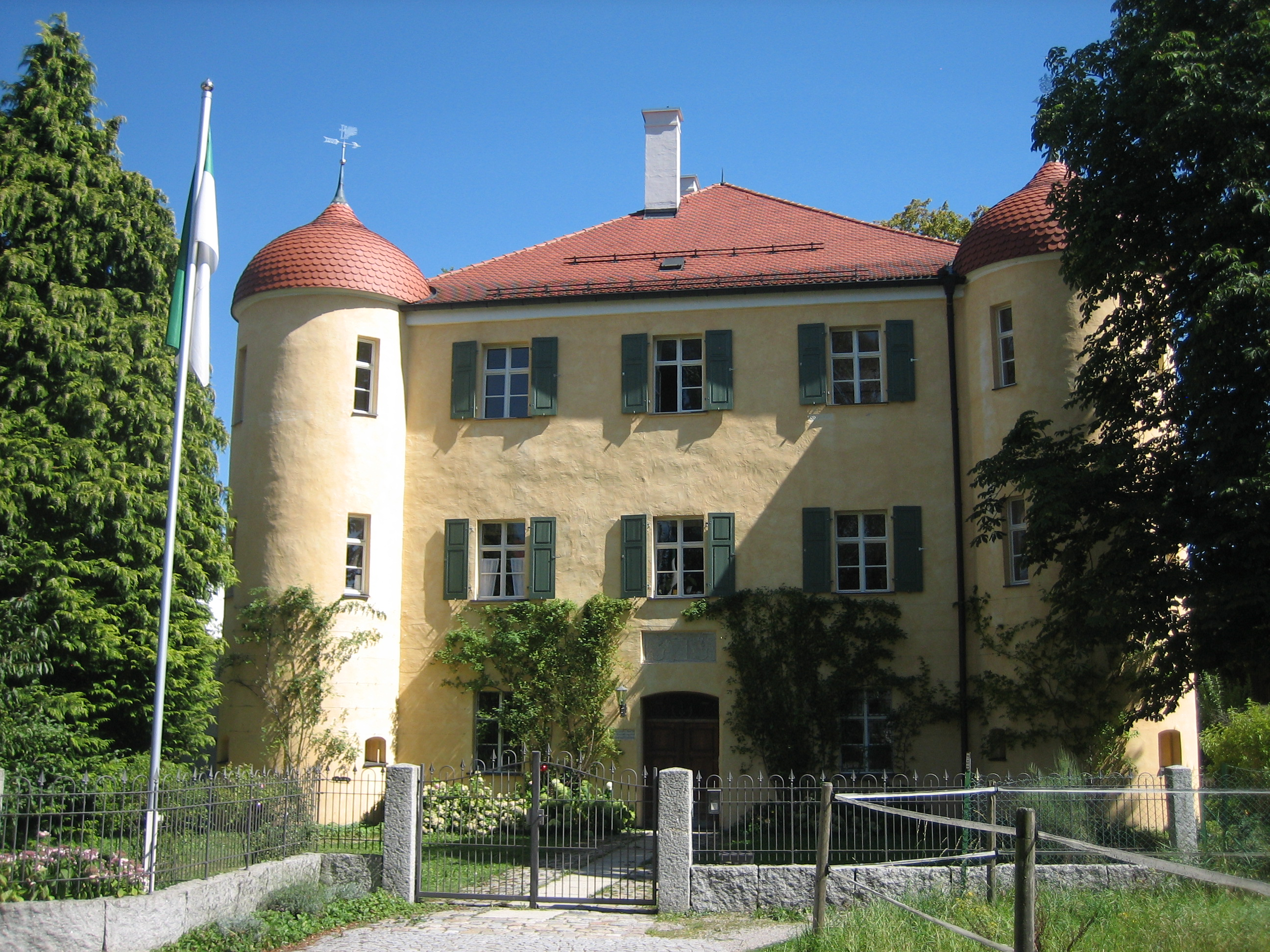
Unteres Schloss, errichtet als Witwensitz 1563

Die zweite Linie Pappenheim-Rothenstein von Wilhelm I. hatte nicht nur Besitzungen in Rothenstein, sondern auch in Grönenbach und weiteren Gebieten, so gehörte ihr das Schloss Kalden. Als Erbe setzte Wilhelm seinen Sohn Wolfgang I. ein, ihm gehörten die Hälfte des Allgäuer Besitzes und ein Achtel der Herrschaft Pappenheim sowie die Schlösser in Rothenstein, Kalden und Polsingen. Nachdem Wolfgang I. im Jahr 1558 verstorben war, begannen seine Söhne Philipp, Wolfgang und Christoph eine Pilgerfahrt nach Jerusalem. Philipp von Pappenheim entschied sich jedoch, in Venedig seine Pilgerfahrt abzubrechen und reiste über Zürich in der Schweiz zurück nach Hause. Während seines Aufenthaltes in der Schweiz lernte er den reformierten Prädikanten Bächli kennen und nahm das calvinistische Bekenntnis an. Bei seiner Rückkehr nach Grönenbach führte er dieses Bekenntnis nach dem Grundsatz cuius regio, eius religio bei seinen Untertanen ein. Da sein Vetter Alexander II. in Grönenbach weiterhin katholisch blieb, einigten sich beide 1560 darauf, aus den Stiftseinnahmen neben den Kanonikern und dem katholischen Pfarrer auch den calvinistischen Prädikanten zu entlohnen. Ab dieser Zeit wurde die katholische Stiftskirche St. Philipp und Jakob als Simultankirche genutzt. Die Brüder Conrad, Wolfgang, Christoph und Philipp errichteten 1563 gemeinsam das Untere Schloss in Grönenbach als Witwensitz. Eine Inschriftentafel über dem Eingang mit den Wappen von Pappenheim (links) und von Roth (rechts) trägt folgende Inschrift:

„Als man zalt 1563 jar dises haṽs zṽ lieb aṽfgebawen war iṽnckfraw walpṽrg marschalckin zṽ bappenhaim. dṽrch ire vetern die vier prider ingenain conradt wolff christoff ṽnd philipen die got vor ṽnglick wel beschiitzen.“

„Als man zählet 1563 Jahr, dieses Haus zu Lieb aufgebauet war Jungfrau „Walburg“, Marschallin von Pappenheim durch ihre Vettern, die vier Brüder, insgemeim: Conrad, Wolf, Christof und Philippen, die Gott vor Unglück wöll beschützen.“

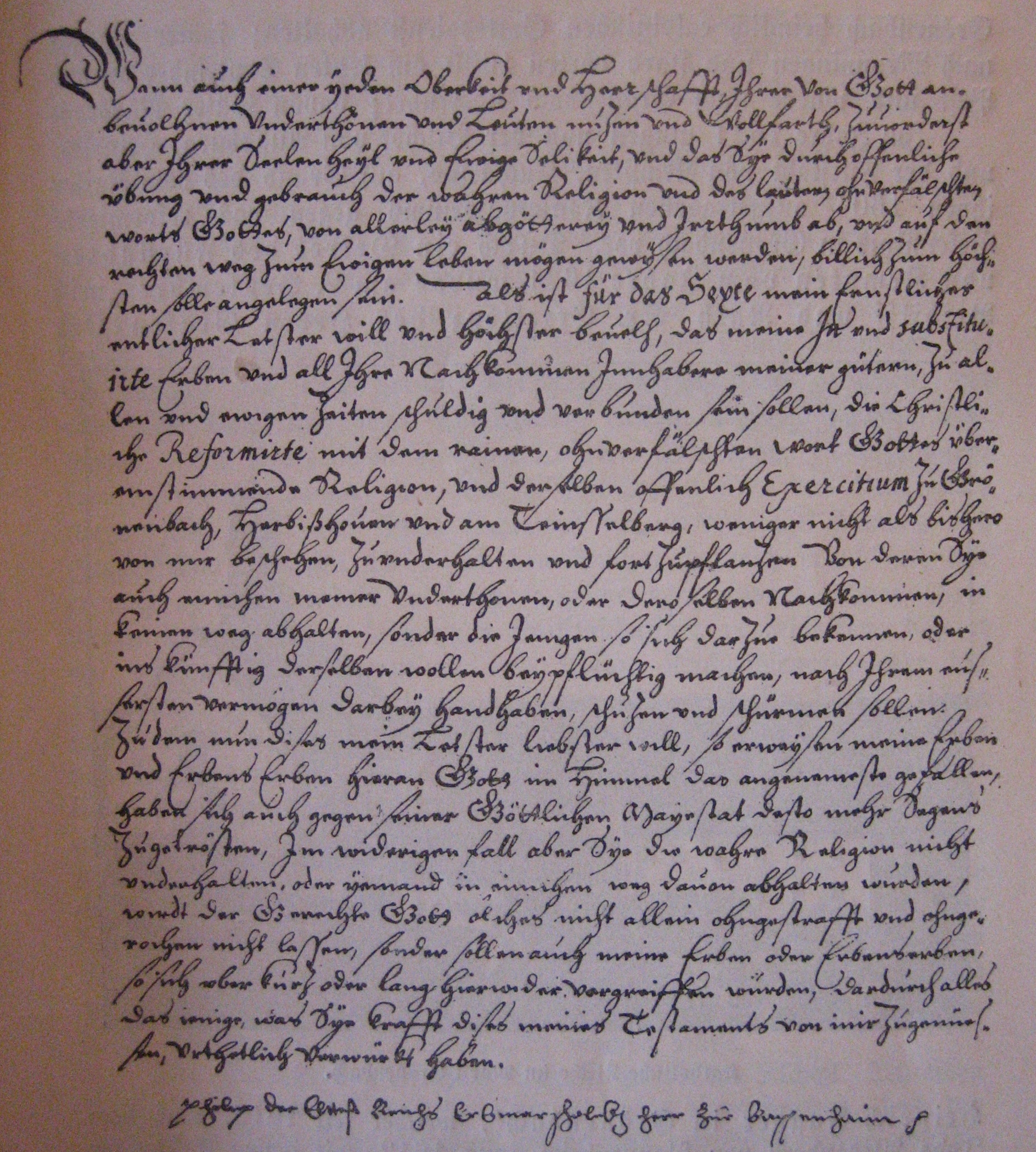
Testament des Philipp von Pappenheim zur Fortführung der reformierten Gemeinde in Grönenbach, 1613

Im Jahr 1613 verpflichtete Philipp seine Erben zur Aufrechterhaltung der reformierten Gemeinde in Grönenbach. Obwohl die Reformation in Grönenbach erst unter Philipp von Pappenheim nachhaltig Einzug hielt, fand die neue Lehre bereits in den 1520er Jahren vereinzelt Anhänger in Grönenbach, so beim Laienprediger Hans Häberlin. Dieser trat öffentlich als Prediger auf und wurde im April 1526 auf Anordnung des Schwäbischen Bundes verhaftet und am 14. Juli 1526 bei Leubas gehängt. Bereits ab 1612, nach dem Tod Alexanders II., übernahm Philipp das Seniorat des Hauses Pappenheim. Als Erben für seine pappenheimischen Besitzungen setzte Philipp den Sohn seines Vetters Alexander II., Wolfgang Christoph von Pappenheim ein, dieser setzte seinen Vetter Maximilian von Pappenheim als Universalerben ein. Mit dessen Tod im Jahr 1639 erlosch die Pappenheim’sche Linie Allgäu-Stühlingen, welche mit Heinrich XI. von Pappenheim begründet worden war, endgültig.
In die Zeit der Pappenheimer Herrschaft in Grönenbach fiel der Deutsche Bauernkrieg. An den Aufständen beteiligten sich neben weiteren lokalen Gruppen, unter anderem aus Legau und Altusried oder dem Haufen auf der Wurzacher Heid, auch Grönenbacher Bauern und schlossen sich dem Baltringer Haufen an. Der Grönenbacher Haufen wurde von den Wurzachern und dessen Obristen, Pfaffe Florian von Aichstetten, zu Hilfe gerufen. Die Grönenbacher belagerten auch das Hohe Schloss zu Grönenbach und das Schloss in Rothenstein. In Vorahnung der drohenden Belagerung brachten sich Wolfgang von Pappenheim und die Witwe des Marschalls Alexander, Barbara von Ellerbach, nach Kempten in Sicherheit. Die Stiftsherren aus dem Kollegiatstift flüchteten nach Kempten. Dort hatten sie schon 1503 das Gasthaus Zum weißen Hund als Zufluchtstätte erworben, das bis zum Jahr 1695 im Besitz des Stifts in Grönenbach blieb. Der Bauernaufstand wurde in der Schlacht bei Leubas am 15. Juli 1525 beendet.

### Fugger (von 1612 bis 1695)

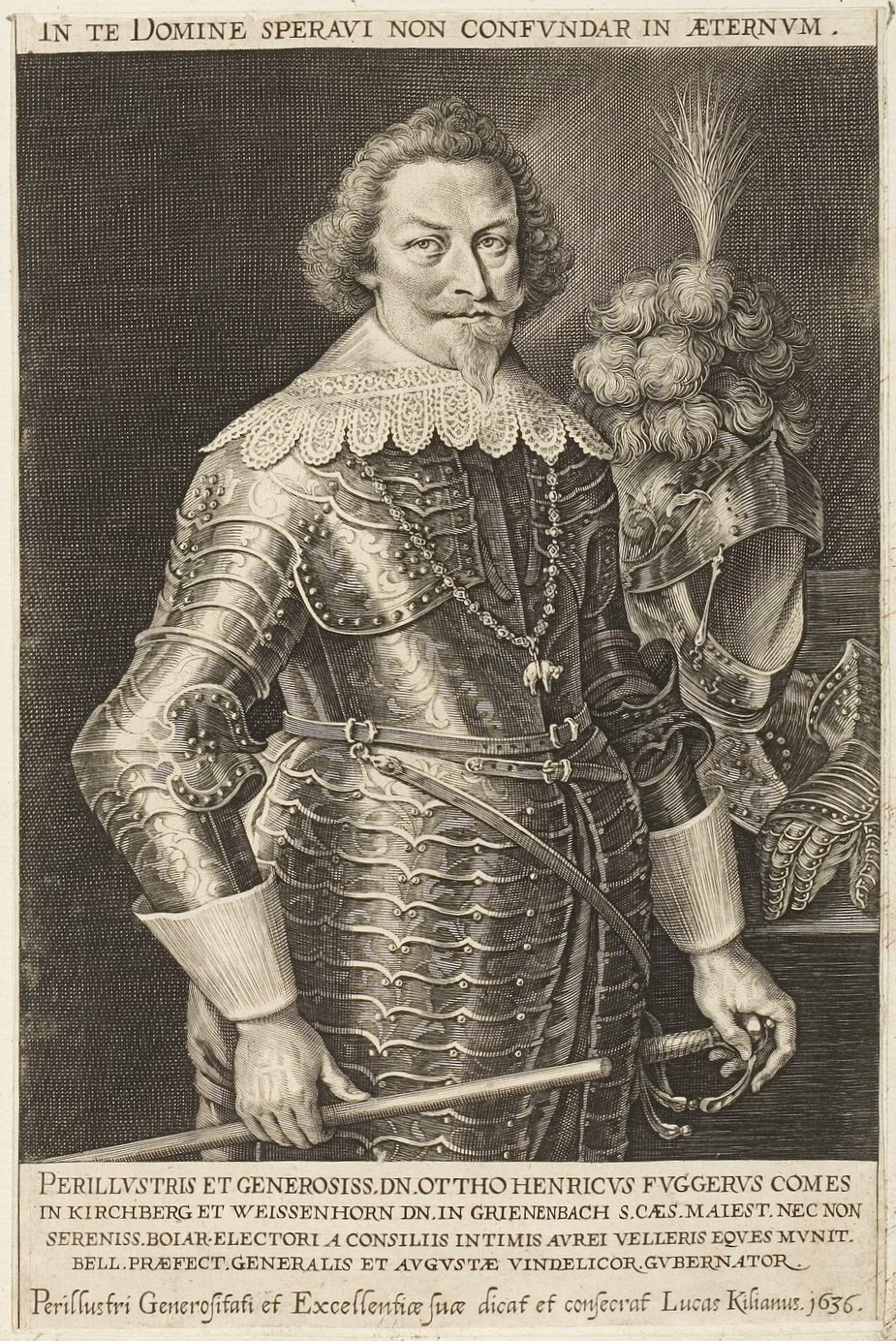
Otto Heinrich Fugger, verheiratet in erster Ehe mit Anna von Pappenheim

Durch die zweite Ehe Anna von Pappenheims mit Otto Heinrich Fugger ging der Teil Alexanders II. der Herrschaft Grönenbach von den Pappenheimern an die Fugger über. Die Ehe blieb kinderlos; Anna starb im Jahr 1616. Aus seiner zweiten Ehe mit Maria Elisabeth von Waldburg zu Zeil gingen 18 Kinder hervor, wovon der 1619 geborene Sohn Bonaventura und dessen 1637 geborener Bruder Paul für Grönenbach von Bedeutung waren.
Insgesamt hatten die Fugger wenig Glück mit ihrem Besitz in Grönenbach, die Zeit ihrer Herrschaft war geprägt vom Dreißigjährigen Krieg und den religiösen Auseinandersetzungen zwischen den katholischen und den calvinistisch-reformierten Gläubigen. Die 1560 eingeführte Simultannutzung der Stiftskirche wurde unter Mithilfe Otto Heinrich Fuggers 1621 per Dekret des Fürstabts von Kempten Johann Eucharius von Wolffurt beendet. Im Jahr 1628 grassierte die Pest in Grönenbach; nach Aufzeichnungen im Pfarrarchiv starben in der Zeit vom 18. September bis Weihnachten des Jahres 1628 insgesamt 86 Personen. Auch in den Jahren danach kam es immer wieder zu Pestopfern in Grönenbach, so erlag 1630 der lutherische Prediger Johann Herrmann der Pest. Im Jahr 1632 zogen die Schweden auf ihrem Weg von Memmingen kommend durch den Ort. Dabei stürmten sie das Hohe Schloss und brannten 35 Häuser und die von Ludwig von Rothenstein gestiftete Spitalkirche samt Spital nieder.
Nach dem Tode Otto Heinrich Fuggers 1644 ging die Herrschaft Grönenbach an seinen Sohn Bonaventura Fugger. Aufgrund der fortgesetzten Streitigkeiten am Ort ist von ihm der Ausspruch überliefert, „daß es ihm lieber wäre, er hätte Grönenbach nie gesehen“. Die Schweden überfielen 1646 Schwaben ein zweites Mal, und im Sommer oder gegen Ende des Jahres 1646 bezog für mehrere Monate der schwedische Feldmarschall Carl Gustav Wrangel Quartier auf der Burg Rothenstein. Die Auswirkungen des Dreißigjährigen Kriegs und des Durchzugs der Schweden auf die Bevölkerung lässt sich aus den wenigen Taufeinträgen ab dem Jahr 1633 entnehmen. Der Bevölkerungsrückgang wurde durch Fremdzuwanderung, unter anderem aus anderen Teilen des heutigen Bayerns, Württemberg, Tirol und der Schweiz teils wieder ausgeglichen. Bonaventura bezog seinen Sitz im Hohen Schloss zu Grönenbach und begann ab 1682 zusammen mit seinem Bruder Paul, es auf der Ostseite mit dem sogenannten Fuggeranbau zu erweitern. Bonaventura Fugger verstarb 1693; bereits 1690 hatte sein Bruder Paul Aufgaben in der Herrschaft Grönenbach übernommen. Im Jahr 1690 beendete er den Zeller Kirchenstreit, in dem die Reformierten zu Zell das Recht auf Begräbnisse auf dem katholischen Friedhof einforderten. Ab dem Jahr 1686 verhandelte der Kemptener Fürstabt Rupert von Bodman mit Philipp Gustav von Pappenheim über die Rückgabe des Lehens Grönenbach-Rothenstein. Auf dieses erhob die Seitenlinie Stühlingen-Fürstenberg Anspruch, da die Tochter Maximilians von Pappenheim, Maximiliana Maria, mit Friedrich Rudolf von Fürstenberg vermählt war. Gegen eine Zahlung von 65.000 Gulden an die Pappenheimer konnte der Fürstabt das Lehen einziehen. Unter Paul Graf Fugger-Kirchberg-Weißenhorn vollzog sich der restliche Übergang von Grönenbach an das Fürststift Kempten. Der Teil des Lehens, der mit dem Tode Alexanders von Pappenheim 1612 über seine Tochter Anna an die Fugger gekommen war, wurde 1695 vom Kemptener Fürstabt Rupert von Bodman gegen eine Zahlung von 60.000 Gulden zurückerworben. Diese Zahlungen waren Entschädigungen für die im Laufe der Zeit neuerworbenen und hinzugekauften Appertinenzien gemäß einem juristischen Entscheid durch Innsbrucker Rechtsgelehrte vom 2. Mai 1690.

### Fürststift Kempten (von 1695 bis 1803)

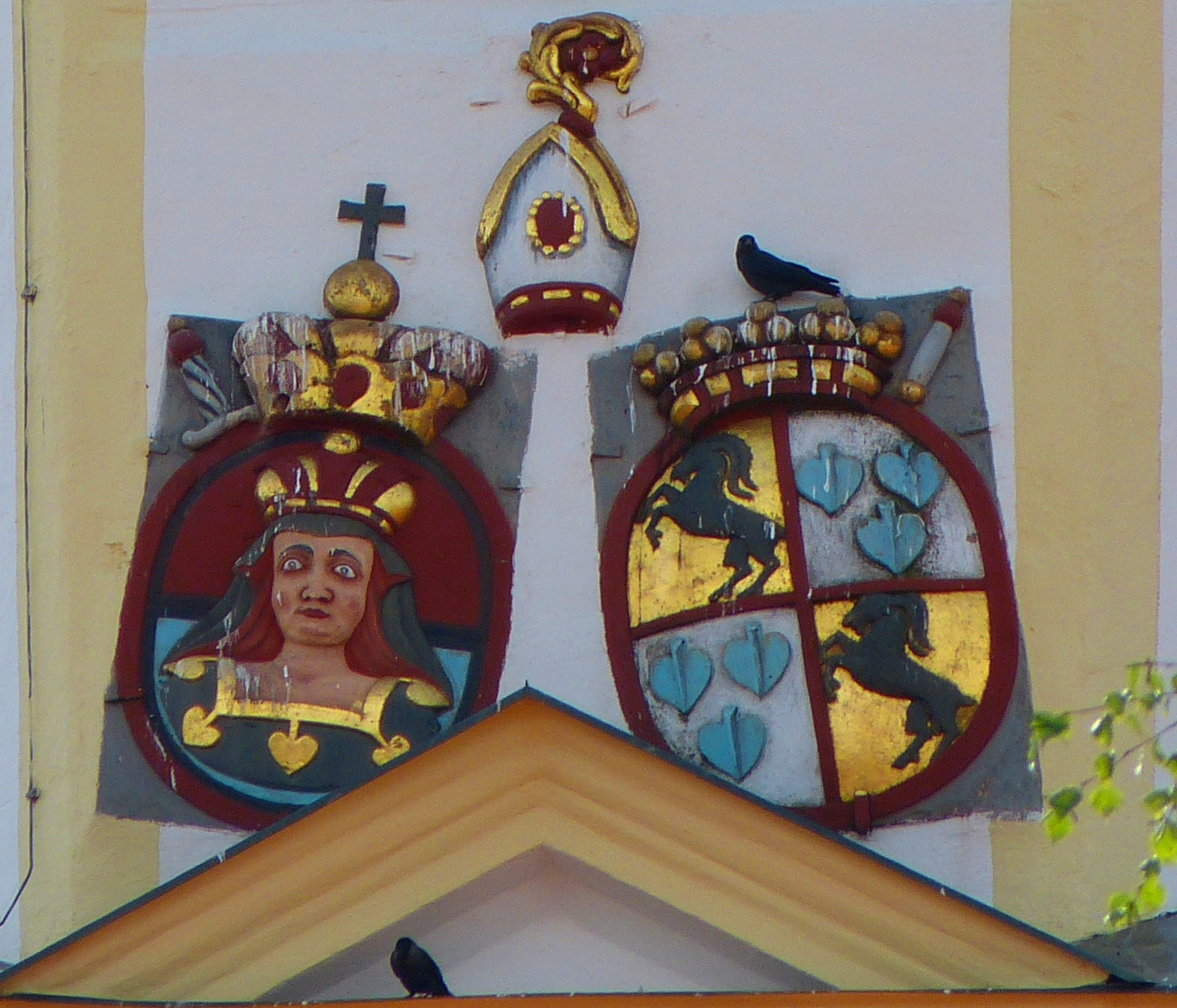
Wappen des Fürststifts Kempten und des Fürstabts Rupert von Bodman am Turm der Stiftskirche St. Philipp und Jakob in Bad Grönenbach

Bereits nach dem Einzug des ersten Lehenteils Grönenbach-Rothenstein, 1692, ergriff der Fürstabt von Kempten, Rupert von Bodman, Besitz von der neuen Herrschaft Grönenbach. Der Fürstabt zog am 1. Januar 1692 mit großem Geleit von Kempten nach Grönenbach in das Kollegiatstift und ließ sich dort am Folgetag von seinen neuen Untertanen Treue und Gehorsam geloben. Nachdem 1695 Grönenbach endgültig von den Fuggern an das Fürststift Kempten zurückgefallen war, errichtete der damalige Fürstabt Rupert von Bodman im Hohen Schloss ein Pflegeamt (Distriktsverwaltung). Ab diesem Zeitpunkt befand sich die Herrschaft Grönenbach mit dem Fürststift Kempten wieder in einer Hand. Als erster Pfleger wurde der ministeriale Hofherr Karl Christoph Freiherr von Ulm entsandt. Danach waren es nur noch adelige Stiftskanoniker des Fürststifts Kempten. Diese führten alle den Titel eines Propstes. Bis 1803 waren dies L. J. Baron de Riedheim, Udalricus de Hornstein, Adalbert von Falkenstein, Marianus, Freiherr von Welden, Coelestinus, Freiherr von Berndorf, Maurus Tänzl, Freiherr von Tratzberg und Freiherr von Neuenstein und Baron von Zweyer. Unter dem letzten Propst, Baron von Zweyer, vollzog sich 1802 die Säkularisation in Grönenbach.
Während des Spanischen Erbfolgekrieges um die Nachfolge des spanischen Königs Karl II. wurde Grönenbach am 10. Oktober 1703 „durch Akkord“ (also ohne Gewalt) von den bayerisch-französischen Truppen eingenommen, die das Hohe Schloss stürmten. Im Jahr 1733 hatten die Herrschaften Grönenbach und Rothenstein Güter und Rechte in 79 Ortschaften. Die Gegend um Grönenbach war auch vom Österreichischen Erbfolgekrieg betroffen. Die Franzosen zogen 1741, 1744 und 1745 durch das Gebiet um Grönenbach, die Österreicher belasteten 1743 die Bevölkerung mit Durchzügen. Davon konnte sich der Ort jedoch relativ schnell erholen; so befanden sich 1760 in Grönenbach 134 Wohngebäude, 20 Bauernhöfe und 64 Handwerker. Im Ersten Koalitionskrieg drang das französische Heer 1796 erneut über den Rhein nach Süddeutschland vor, wobei es im Umfeld von Grönenbach erneut zu Auseinandersetzungen kam. 1796 wurde die Rinderpest eingeschleppt, die 1797 wieder erlosch. Im Zweiten Koalitionskrieg wurde Memmingen vom französischen General Claude-Jacques Lecourbe besetzt, während Dominique Joseph Vandamme bis Grönenbach vorrückte und bei Ittelsburg das kaiserliche Magazin besetzte. Die Auswirkungen dieses Krieges sind aus den Sterbematrikeln der Pfarrei Grönenbach ersichtlich. Das Fürststift Kempten errichtete im Umfeld des Hohen Schlosses von 1795 bis 1800 verschiedene Gebäude, darunter eine Brauerei zur Versorgung von 3 Wirten in Grönenbach und 14 in weiteren Orten. Die Vereinödung, an der 148 Bauern teilnahmen, fand ab 1796 statt.
In der Regierungszeit des Fürstabtes Castolus Reichlin von Meldegg vollzog sich im Fürststift Kempten und damit auch in Grönenbach die Säkularisation. Bereits am 2. Dezember 1802 wurde Johann Martin Edler von Abele als kurfürstlich delegierter Kommissar mit der Vollmacht ausgestattet, in sämtlichen kemptischen Besitzungen ein genaues Inventar zu erstellen. Die gesamte Einrichtung des Hohen Schlosses wurde auf einen Wert von 789 Gulden und 38 Kronen beziffert. Am 25. Februar 1803 wurde der Reichsdeputationshauptschluss verabschiedet und am 24. März 1803 bestätigt. Die im Dezember 1802 inventarisierten Güter des Hohen Schlosses wurden am 16. und 17. August 1803 für eine Summe von 1559 Gulden und 9 Kronen versteigert. Das Kollegiatstift wurde mit Entscheidung vom 14. Mai 1803 aufgelöst und die Stiftskirche in eine Pfarrkirche umgewandelt. Durch die Säkularisation wurde Grönenbach bayerisch.

### Säkularisation (1803) bis heute

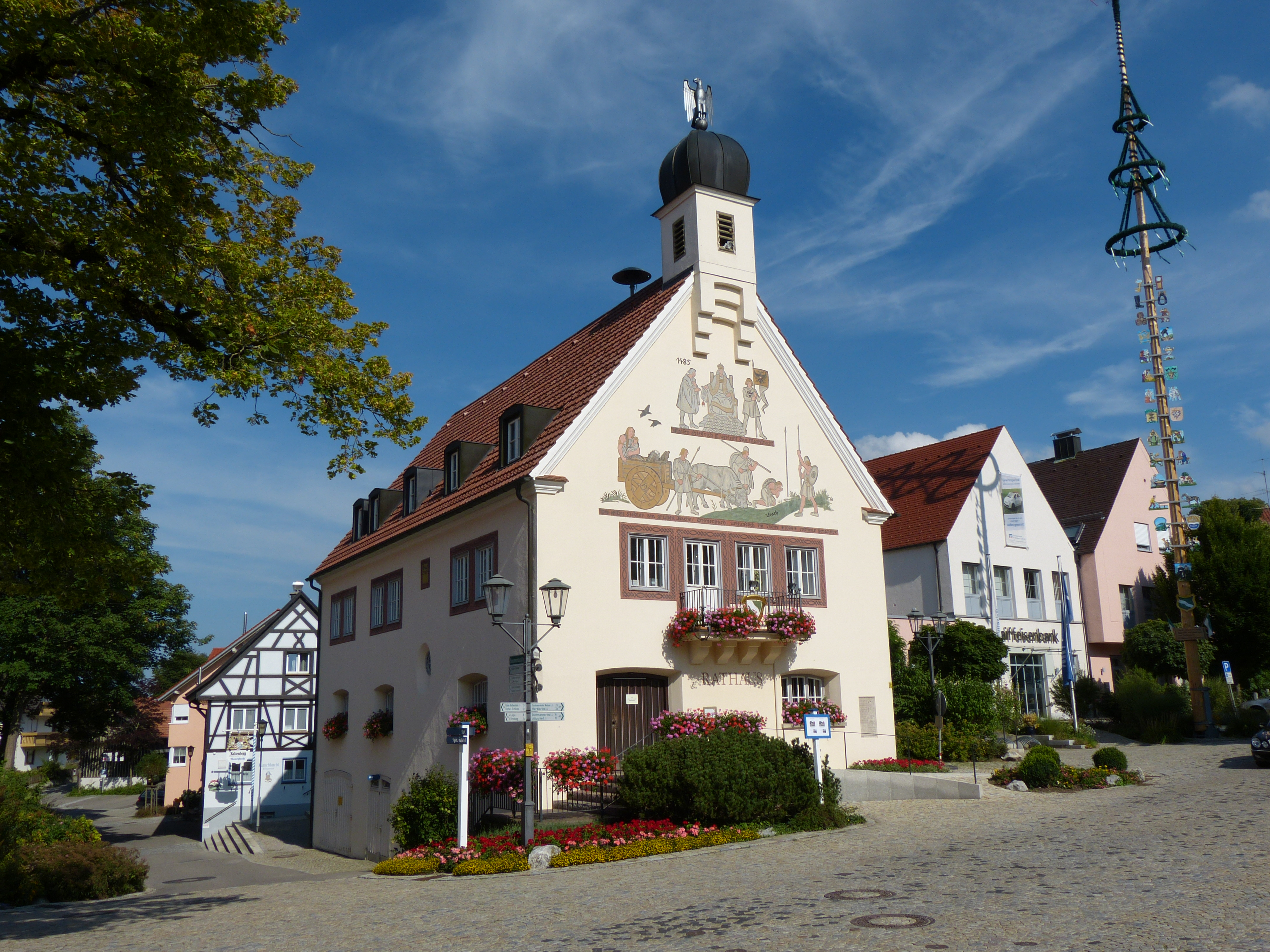
Rathaus von 1936/1937

Nach der Aufhebung sämtlicher Besitztümer des Fürststifts Kempten zog 1804 ein königlich-bayerisches Landgericht in die Gebäude des Hohen Schlosses ein. Es war für 19 Gemeinden mit über 13.000 Personen zuständig und blieb bis zur Auflösung oder dem Umzug nach Memmingen 1878 dort. Das Amtsgericht hatte seinen Sitz nur bis zum Jahr 1862 in Grönenbach. Das Hohe Schloss wurde 1881 an den Hoffotografen Wilhelm Cronenberg veräußert. Dieser errichtete darin ein graphisch-photographisches Institut mit Lehrzöglingen und behielt das Schloss bis 1901 in seinem Eigentum. Er verkaufte das Schloss am 21. Oktober 1901 an Dominikus Ringeisen, der darin eine Filiale der von ihm gegründeten Sankt Josefskongregation unterbrachte. Diese betrieb, bis zum Verkauf des Schlosses an die Gemeinde 1996, darin eine Behinderteneinrichtung. Das königlich-bayerische General-Kommissariat des Illerkreises verfügte 1815, dass die Winkel- oder Surrogatsschulen in den abgelegenen Ansiedlungen (unter anderem ab 1700 in Hueb und ab 1811 in Au) von Grönenbach aufgelöst wurden und es nur noch Schulen in Grönenbach selbst sowie in Ittelsburg und Gmeinschwenden gab. Die Innungs- und Zeichenschule der Handwerkerschaft befand sich von 1887 bis 1922 in Grönenbach. Ab 1825 begann Michael Weißenbach eine Seidenraupenzucht, die bis 1836 über 40 Pfund Seide erwirtschaftete. In der Folgezeit siedelten sich weitere Behörden und Ämter in Grönenbach an: Eine Postexpedition wurde 1853 und ab 1890 das Postamt eröffnet, 1886 ein Forstamt, und 1896 wurde eine Telegraphenstation eingerichtet. In den Jahren 1862/1863 wurden die Gleise der Illertalbahn verlegt; wegen des Widerstands der Landwirte in Grönenbach und Woringen verläuft sie aber rund 2 km östlich des Kernortes durch das Dorf Thal. Am 26. Januar 1838 wurde durch König Ludwig I. von Bayern das Gemeindewappen genehmigt. Es zeigt ein grünes Wappenschild, mit einem sich von oben rechts nach unten links schlängelnden silbernen Bach. Die grün-weiß gestreifte Gemeindeflagge mit dem Gemeindewappen wurde am 9. März 1936 durch Erlass des Reichsstatthalters genehmigt.
Für die weitere Entwicklung des Ortes zum Kneippheilbad war der Aufenthalt des damals 21-jährigen Sebastian Kneipp 1842 und 1843 in Grönenbach entscheidend. Er erhielt bei Pfarrvikar Merkle Unterricht in Latein. Am Standort des ehemaligen Stahlhofes südlich des Rathauses erinnert eine Gedenktafel an diesen Aufenthalt:

„Sebastian Kneipp 1821–1897 fand hier, von seinem Geburtsort Stephansried kommend, im Hause des damaligen Ortsvorstehers Schmid, nachmals Stahlbauer, im Spitalhof 1842/43 Unterkunft, als er bei Kaplan Dr. Merkle Lateinunterricht erhielt und nebenbei seinem Hausherrn landwirtschaftliche Dienste leistete.
In dankbarer Ehrerbietung sei dem weit über die Grenzen seiner Heimat hinaus berühmten Wörishofener Priesterarzt und seiner heilsamen Lehre vom Wasser diese Gedenktafel gewidmet.“

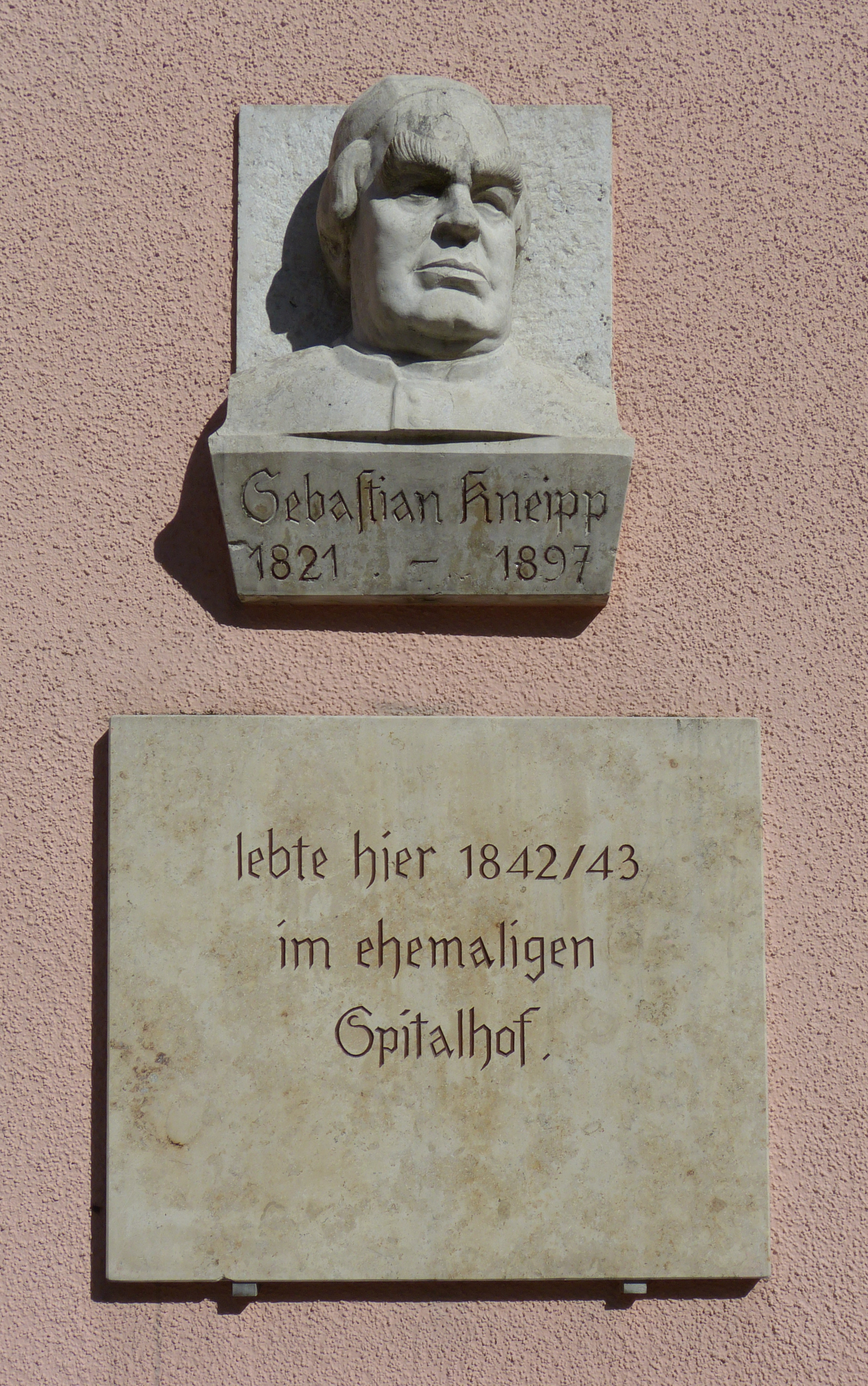
Büste Sebastian Kneipps am ehemaligen Stahlhof
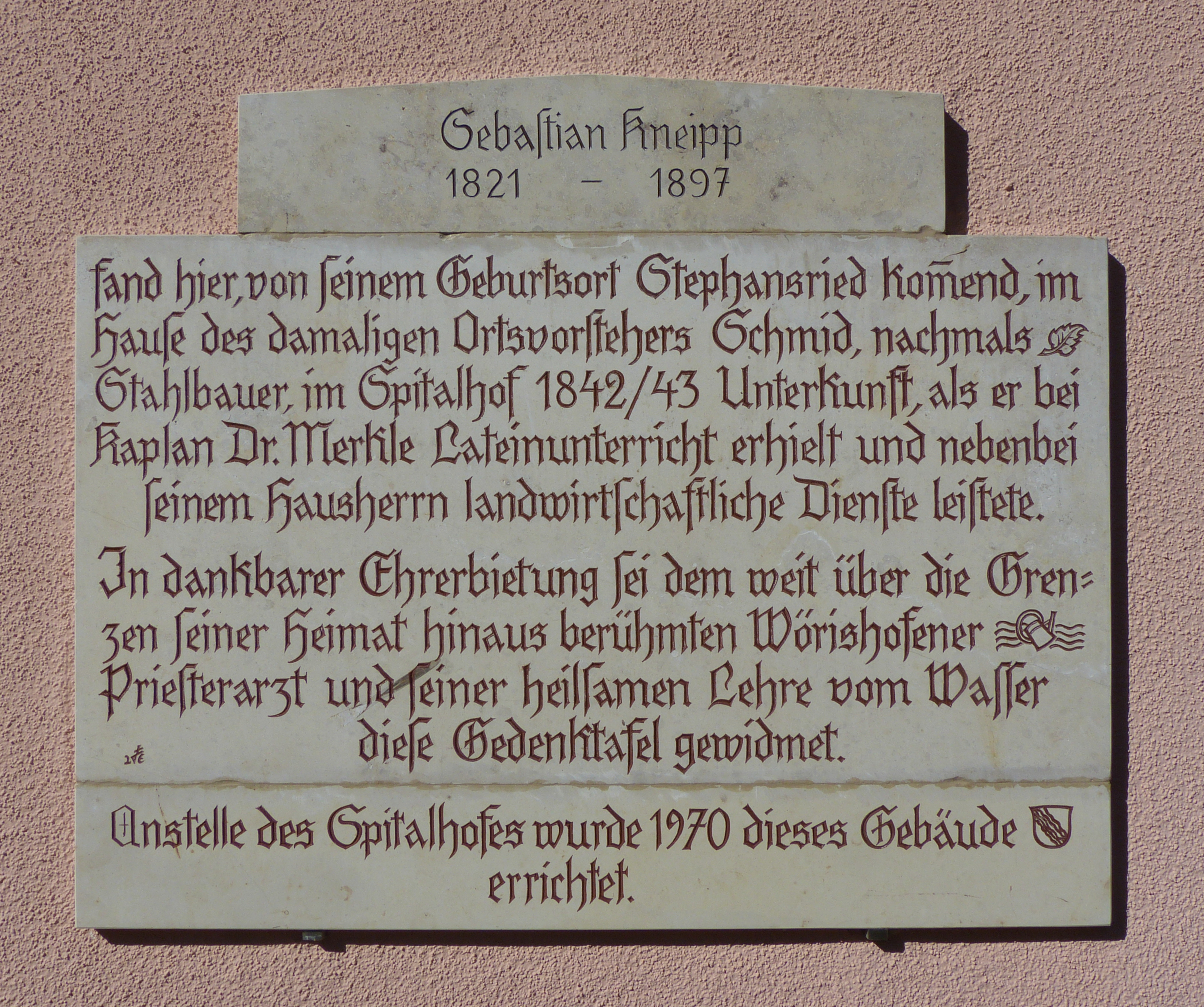
Gedenktafel für Sebastian Kneipp
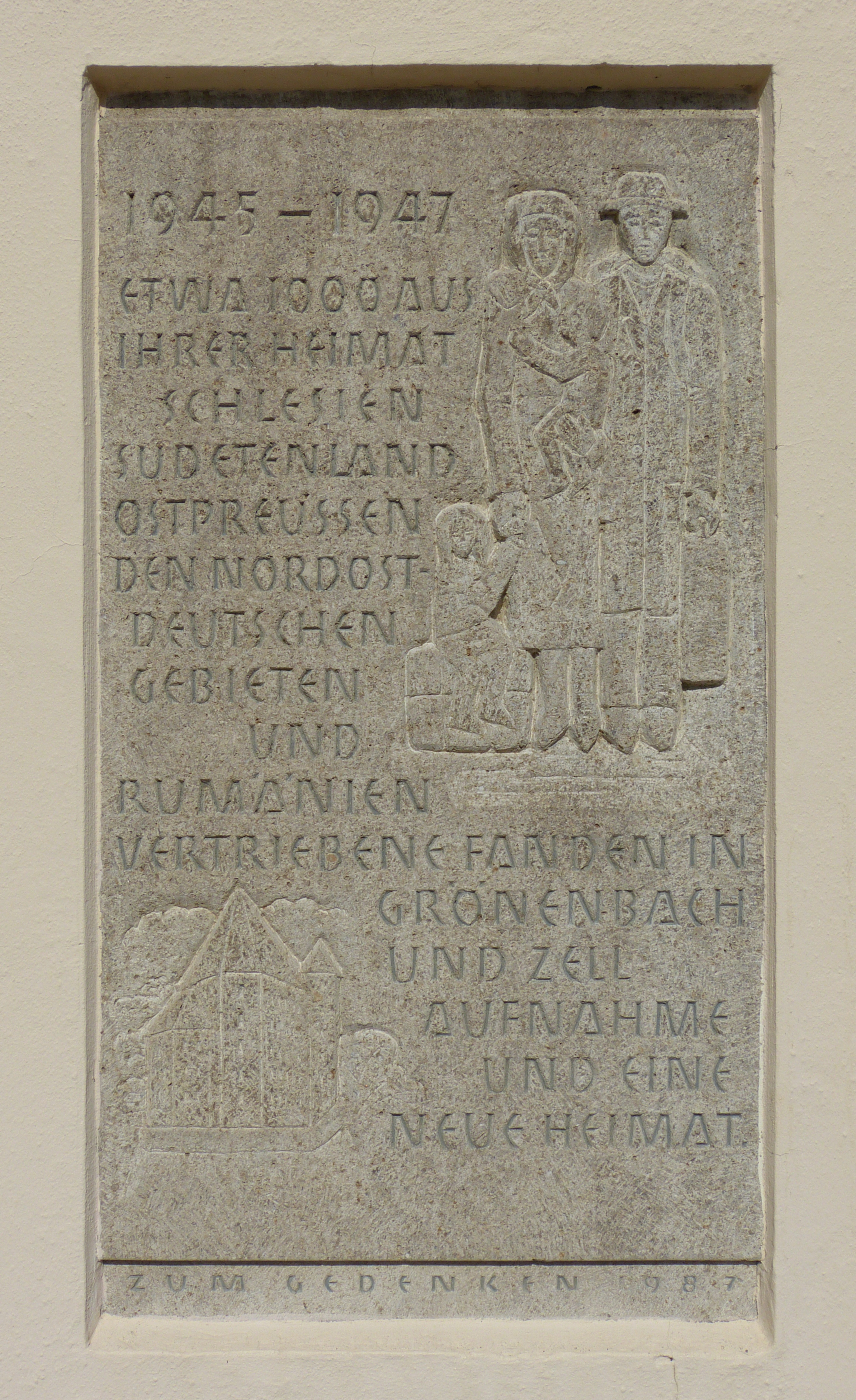
Gedenktafel am Rathaus für die Aufnahme der Vertriebenen 1945–1947

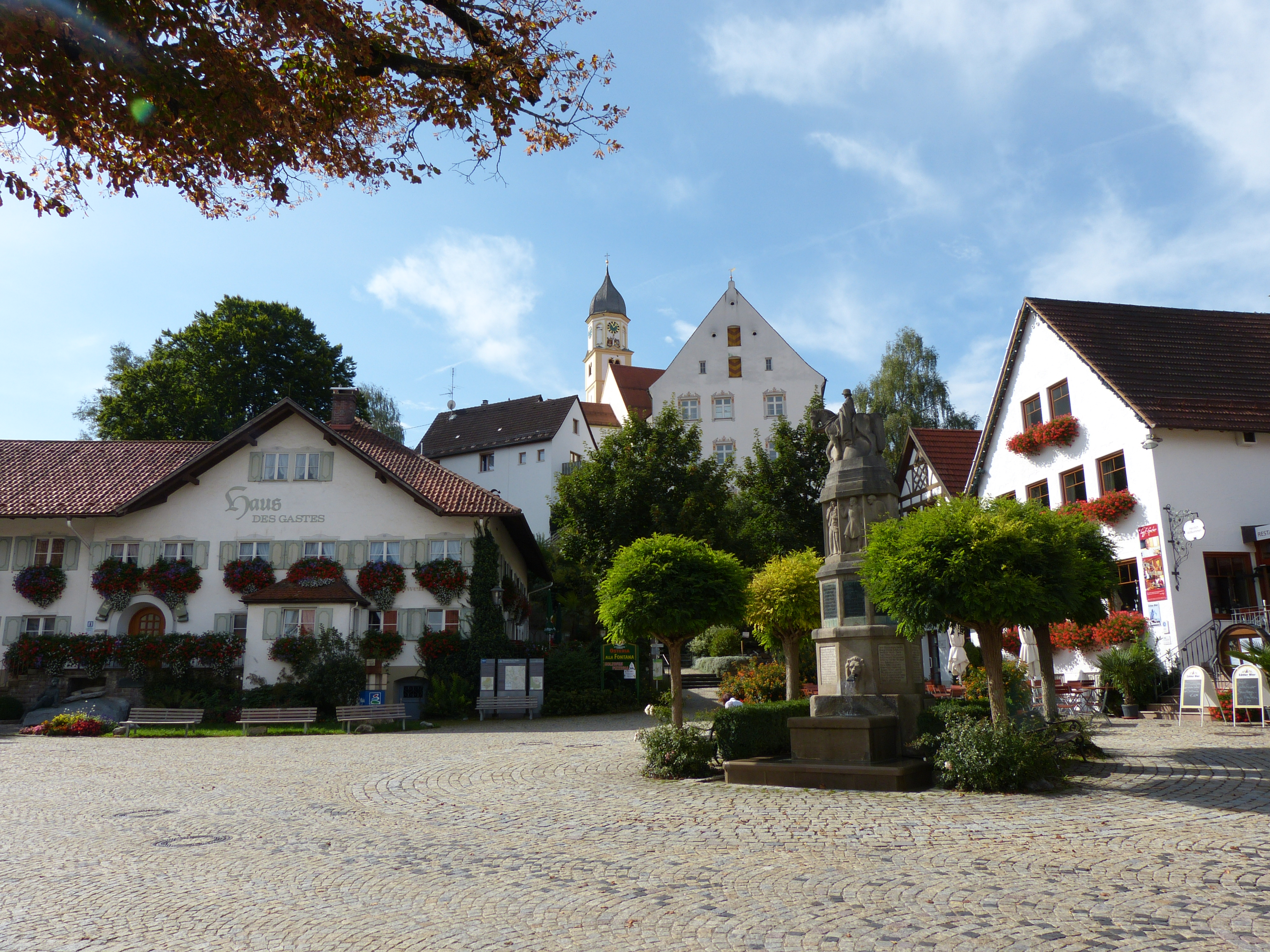
Marktplatz mit Kriegerdenkmal für die Gefallenen und Vermissten des Zweiten Weltkriegs und Haus des Gastes im Hintergrund (links)

Die Entwicklung von Grönenbach zum Kneippkurort wurde durch das nahe gelegene Bad Clevers befördert. Das Frei- oder Wildbad bestand bereits seit dem 16. Jahrhundert. In der unmittelbaren Nähe wurde bereits 1939 ein Kneippkurheim errichtet, das aus der ehemaligen „Cleverssölde“ hervorging. Der weitere Ausbau dieses Kneippkurheims wurde durch den Zweiten Weltkrieg unterbrochen, jedoch 1949 mit der Einrichtung einer ambulanten Badeabteilung im noch bestehenden Haus des Gastes (ehemals Löwenwirt) am zentralen Marktplatz von Grönenbach ergänzt. In der Folge wurde durch den Landkreis Memmingen das Kneippkurheim Am Stiftsberg eröffnet, was zur Verleihung des Prädikats Kneippkurort 1954 führte. In den Jahren danach wurden weitere Kneippeinrichtungen eröffnet, die teils noch bestehen. Dies waren 1956 das Mathildenbad und 1960 das Kneippkurheim Am Schlossberg. Aufgrund des kontinuierlichen Ausbaus des Gesundheitswesens und der Kureinrichtungen am Ort wurde Grönenbach 1996 das Prädikat Kneippheilbad verliehen; daraufhin wurde der Ortsname ab dem 1. April 1997 in Bad Grönenbach geändert. Im Jahr 2004 erhielt Bad Grönenbach vom Verband Deutscher Kneippheilbäder das Zertifikat Premium-Class Kneippheilbad.

Einwohnerentwicklung von Bad Grönenbach von 1840 bis 2018

Der Russlandfeldzug Napoleons von 1812 forderte in Grönenbach 11 Opfer. Auch im Deutsch-Französischen Krieg 1870/1871 waren Soldaten aus Grönenbach beteiligt, von denen 8 gefallen sind. Gegen Ende des Kriegsjahres 1871 hatte Grönenbach 2094 Einwohner. Der Erste Weltkrieg forderte 72 Gefallene und Vermisste aus Grönenbach, der Zweite Weltkrieg 244. Im Zweiten Weltkrieg wurde im Hohen Schloss ein Hilfskrankenhaus und im jetzt abgerissenen Gasthof Adler ein Wehrbetrieb eingerichtet. Gegen Ende des Krieges (1944) lebten 2648 Menschen, darunter 623 Evakuierte und 123 Ausländer, im Ort. In den Nachkriegsjahren fanden 1000 bis 1200 Vertriebene Aufnahme in Grönenbach und Zell. Eine Gedenktafel am 1936/1937 errichteten Rathaus erinnert daran. Am 1. Juli 1972 wurde die bis dahin selbstständige Gemeinde Zell eingemeindet. Die Bevölkerungsentwicklung des Ortes war, mit der Ausnahme weniger Jahre, kontinuierlich zunehmend und erreichte Ende 2018 mit 5665 Einwohnern ihren bisherigen Höchststand.